# Washington
Washington D.C. (AFI: /ˈwɔʃʃinton/; in inglese [ˈwɒʃɪŋtən]) formalmente Distretto di Columbia, nota anche come Washington o D.C., è la capitale degli Stati Uniti d'America, con una popolazione di 709 265 abitanti (5 582 170 abitanti nell'area metropolitana). Si trova sulla costa orientale degli Stati Uniti d'America a circa 50 km dall'Oceano Atlantico, a sud dello Stato del Maryland, a nord dello Stato della Virginia e a 330 km circa a sud-ovest di New York.
La città di Washington coincide territorialmente e politicamente con il Distretto di Columbia (in inglese District of Columbia, in sigla D.C., distretto federale previsto dalla Costituzione dell'Unione e formalizzato dal District of Columbia Organic Act del 1801), di cui è parte integrante. Il distretto, in origine, comprendeva le contee di Washington (donata dallo Stato del Maryland) e Alexandria (donata dallo Stato della Virginia), in seguito a un referendum del 1846 quest'ultima è tornata allo Stato della Virginia e ha cambiato nome in contea di Arlington.
A seguito del District of Columbia Organic Act del 1871, il Congresso ha ufficialmente soppresso la contea di Washington che comprendeva l'attuale città di Washington, sottoponendo l'intero territorio dapprima a un unico governatore di nomina presidenziale, poi, dal 1845, a un triumvirato composto da due politici e un ingegnere. Da quel momento la Città di Washington e il Distretto di Columbia divennero la stessa entità, condividendo la personalità giuridica.
Ciononostante, l'area metropolitana di Washington deborda dai confini del distretto, estendendosi anche su sette contee del Maryland (Anne Arundel, Calvert, Charles, Frederick, Howard, Montgomery e Prince George's), su cinque contee della Virginia (Arlington, ossia l'ex contea di Alexandria, Fairfax, Loudon, Prince William e Stafford) e su cinque città autonome dello stesso Stato (Alexandria, Fairfax, Falls Church, Manassas e Manassas Park). Gran parte dell'area è collegata da un servizio di metropolitana.
Nel 1973 le richieste per una maggiore democrazia nel distretto portarono all'approvazione del District of Columbia Home Rule Act, la legge che soppresse il triumvirato e affidò l'amministrazione cittadina a un sindaco eletto dal popolo, il Mayor, e a un consiglio comunale, il Council of the District (Consiglio del Distretto di Columbia). Il distretto, che gode di tre voti nel collegio dei grandi elettori del presidente dell'Unione, non prevede nella propria legislazione la pena di morte.
Hanno sede a Washington le principali istituzioni di governo degli Stati Uniti d'America (presidente presso la Casa Bianca, Congresso, Corte Suprema), molti ministeri ed enti federali (come ad esempio l’FBI), e alcune organizzazioni internazionali, tra cui la Banca Mondiale, il Fondo Monetario Internazionale e l'Organizzazione degli Stati americani.

## Geografia fisica
Washington è situata nella regione del Medio Atlantico, lungo la East Coast statunitense. Il territorio della città – coincidente con il Distretto di Columbia (D.C.) – è pari a 177 km², dei quali 18,9 (10,67%) sono occupati dalle acque. Il Distretto confina con la Contea di Montgomery (Maryland) a nord-ovest, con la Contea di Prince George (Maryland) a est, con la Contea di Arlington (Virginia) ad ovest e con il territorio di Alexandria (Virginia) a sud.

### Territorio

#### Orografia
Il territorio di Washington è per lo più pianeggiante e i rilievi presenti sono di modesta altezza. La maggiore altitudine del distretto è pari a 125 metri, riscontrabile nei pressi del Fort Reno Park nel settore nordoccidentale della città.

#### Idrografia
La sponda meridionale del fiume Potomac costituisce il confine con la Virginia e nel distretto scorrono due suoi affluenti, l'Anacostia e il Rock Creek. Un altro affluente chiamato Tiber Creek, che un tempo scorreva dove ora è situato il National Mall, fu interrato negli anni '70 del XIX secolo. Inoltre, la città è attraversata dal Chesapeake and Ohio canal, un canale artificiale costruito nella prima metà dell’Ottocento

#### Aree protette
Il 19% del territorio di Washington (30,21 km²) è occupato da aree verdi, seconda percentuale più alta in tutti gli Stati Uniti dopo la città di Filadelfia.
Il National Park Service gestisce 36,92 km² di territorio del distretto. Il Rock Creek Park, situato nella zona nordoccidentale di Washington, è il quarto parco nazionale più antico degli Stati Uniti e ospita al proprio interno numerose specie vegetali e animali, tra le quali procioni, cervi, gufi e coyote; altri parchi e aree protette sono il Chesapeake and Ohio Canal National Historical Park, il National Mall Park, il Memorial Park, Theodore Roosevelt Island, Columbia Island, il Fort Dupont Park, il Meridian Hill Park, il Kenilworth Park, gli Aquatic Gardens e l'Anacostia Park.
Inoltre, gli 1,80 km² del National Arboretum sono gestiti dal Dipartimento dell’agricoltura.

### Clima
Il Distretto di Columbia presenta un particolare clima semi-continentale, con notevoli differenze da una stagione all'altra, influenzato dalla vicinanza dell'oceano Atlantico: come succede poco più a nord per la vicina New York City, la corrente calda del golfo non è sufficiente a far da scudo al gelo del nord quando scende dal Canada durante l’inverno.
Gli inverni sono freddi: normalmente, le minime restano vicine allo zero e le massime sugli 8 °C. Sia il vento sia le nevicate sono comuni: ogni inverno cadono circa 40 centimetri di neve, ma ogni 4-5 anni arrivano ondate di gelo improvviso con punte fin sotto i −15 °C e tempeste di neve in grado di rallentare molte attività.

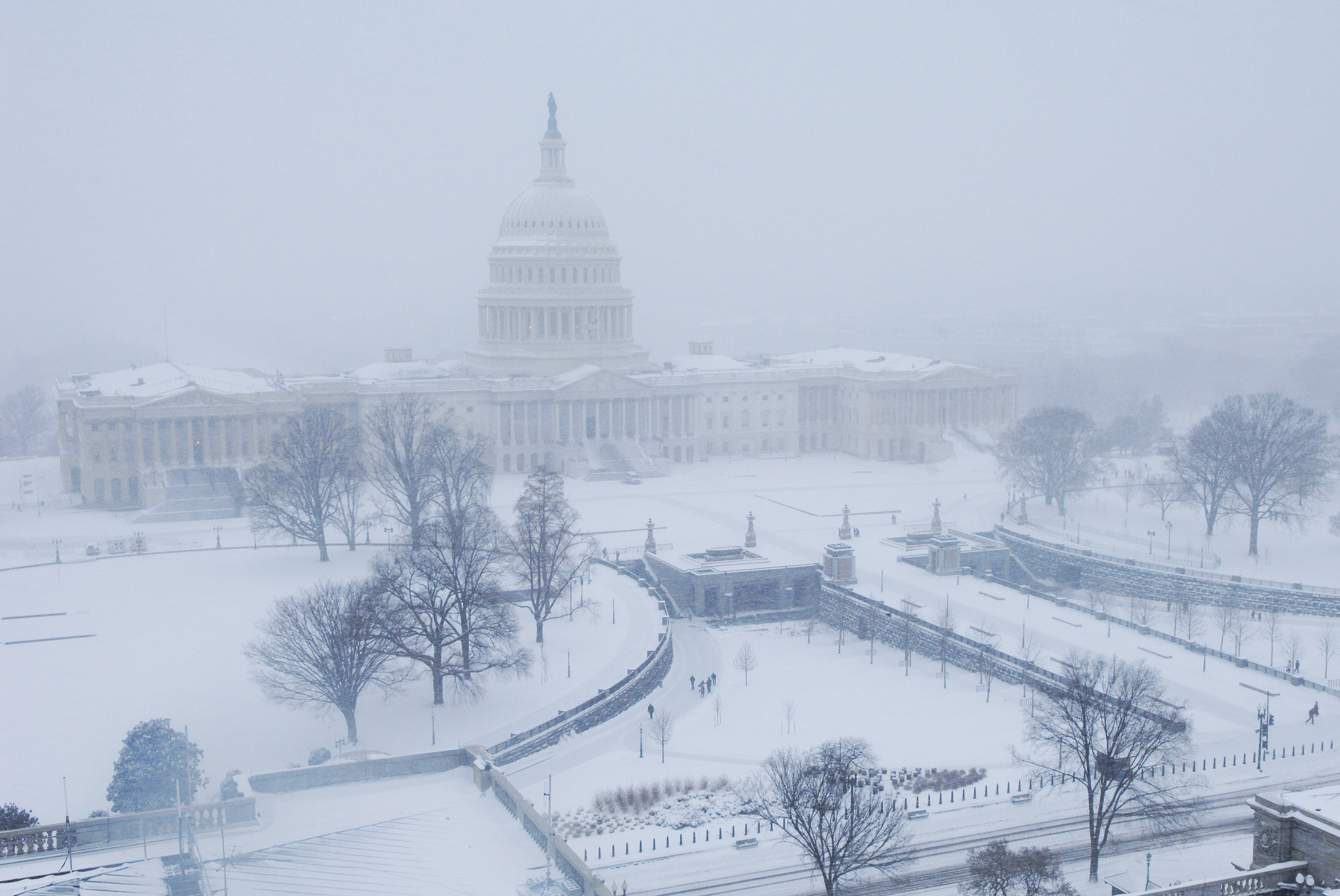
Il Campidoglio durante la tempesta di neve del febbraio 2010

Le estati sono calde e afose, con temperature minime di poco inferiori ai 20 °C e massime intorno ai 30 °C. Talvolta, ondate di calore possono far superare i 35 °C, ma non succede troppo frequentemente, mentre sono più probabili i temporali improvvisi.

In generale Washington è una città abbastanza piovosa (proprio grazie alla vicinanza all'oceano), con precipitazioni diffuse durante tutto l'anno e un po' più intense nei mesi caldi, da maggio a settembre.
| Washington          | Mesi | Mesi | Mesi | Mesi | Mesi | Mesi | Mesi | Mesi | Mesi | Mesi | Mesi | Mesi | Stagioni | Stagioni | Stagioni | Stagioni | Anno  |
| Washington          | Gen  | Feb  | Mar  | Apr  | Mag  | Giu  | Lug  | Ago  | Set  | Ott  | Nov  | Dic  | Inv      | Pri      | Est      | Aut      | Anno  |
| ------------------- | ---- | ---- | ---- | ---- | ---- | ---- | ---- | ---- | ---- | ---- | ---- | ---- | -------- | -------- | -------- | -------- | ----- |
| T. max. media (°C)  | 5,8  | 7,5  | 12,9 | 19,0 | 24,4 | 29,0 | 31,2 | 30,2 | 26,5 | 20,5 | 14,2 | 8,0  | 7,1      | 18,8     | 30,1     | 20,4     | 19,1  |
| T. min. media (°C)  | −4,2 | −3,1 | 1,1  | 6,1  | 11,7 | 16,7 | 19,5 | 18,6 | 14,5 | 7,7  | 2,8  | −1,8 | −3,0     | 6,3      | 18,3     | 8,3      | 7,5   |
| Precipitazioni (mm) | 73   | 70   | 87   | 77   | 96   | 89   | 99   | 104  | 89   | 77   | 81   | 81   | 224      | 260      | 292      | 247      | 1 023 |

## Storia
Quando i primi europei arrivarono vicino alle rive del fiume Anacostia, intorno al XVII secolo, la zona era abitata da una popolazione chiamata Nacotchtank, che parlava la lingua degli Algonchini. Tuttavia, gran parte della popolazione nativa abbandonò il luogo prima del XVIII secolo.

### Fondazione
Prima della fondazione di Washington nove città servirono come capitale degli Stati Uniti, tra le quali New York e Filadelfia.
Dopo l’insurrezione di Filadelfia del 6 ottobre 1783, durante il quale un gruppo di soldati assediò il Congresso, si stabilì che fosse necessaria l'individuazione di una nuova capitale. L’idea di fondare ex novo una città fu concepita in prima istanza del deputato del Massachusetts Elbridge Gerry, secondo il quale edifici governativi quali il palazzo del Congresso avrebbero dovuto essere edificati lungo le rive del fiume Delaware nei pressi di Trenton o del Potomac nei pressi di Georgetown, provvedendo poi all'istituzione di un distretto capitale fuori dai confini di un qualsivoglia Stato per via dell'incapacità dei governi statali di mantenere la sicurezza del governo federale (il governo della Pennsylvania si rifiutò infatti di disperdere i manifestanti durante l’insurrezione di Filadelfia).
Successivamente, James Madison in un suo scritto pubblicato il 23 gennaio 1788 sostenne che il nuovo governo federale necessitasse di autorità su una capitale nazionale per il suo mantenimento e per la sicurezza.
L'articolo 1, sezione 8, della Costituzione degli Stati Uniti d'America consente la creazione di un "distretto (non eccedente le dieci miglia quadrate) che, per cessione di Stati particolari, e l'accettazione del Congresso, divenga sede del governo degli Stati Uniti"; tuttavia, nella Costituzione non fu specificata una posizione precisa per la capitale.
In quello che in seguito diverrà noto come Compromesso del 1790, James Madison, Alexander Hamilton e Thomas Jefferson giunsero a un accordo: la nuova capitale sarebbe dovuta essere stabilita in uno degli Stati del sud in cambio del pagamento dei debiti accumulati durante la guerra rivoluzionaria, accumulati principalmente dagli Stati del nord; così facendo da un lato si vollero premiare proprio quegli Stati sudisti che si dimostrarono più virtuosi nell'estinzione dei debiti accumulati (in particolar modo la Virginia sulla quale ricadde infine la scelta per la costruzione della capitale), dall’altro mitigare l'insofferenza di quegli stessi Stati del Sud che furono costretti a pagare anche i debiti del Nord.
Il 9 luglio 1790 il Congresso approvò una legge (il Residence Act) che prevedeva la creazione di una capitale nazionale sul fiume Potomac; il luogo esatto venne scelto dal presidente George Washington, che convertì il disegno di legge in legge il 16 luglio. Costituita da una porzione di terreno donato dagli Stati del Maryland e della Virginia, la forma iniziale del distretto federale era un quadrato di 10 miglia (circa 16 km) su ogni lato, per un totale di 100 miglia quadrate (circa 260 km²).
Due insediamenti preesistenti furono inclusi nel territorio: il Porto di Georgetown, nel Maryland, fondato nel 1751, e la città di Alexandria, in Virginia, fondata nel 1749. Nel corso del 1791 e del 1792 Andrew Ellicott con vari assistenti, tra cui un astronomo afroamericano di nome Benjamin Banneker, tracciarono i confini del distretto federale e posero le pietre di confine a ogni miglio, molte delle quali sono ancora oggi presenti.

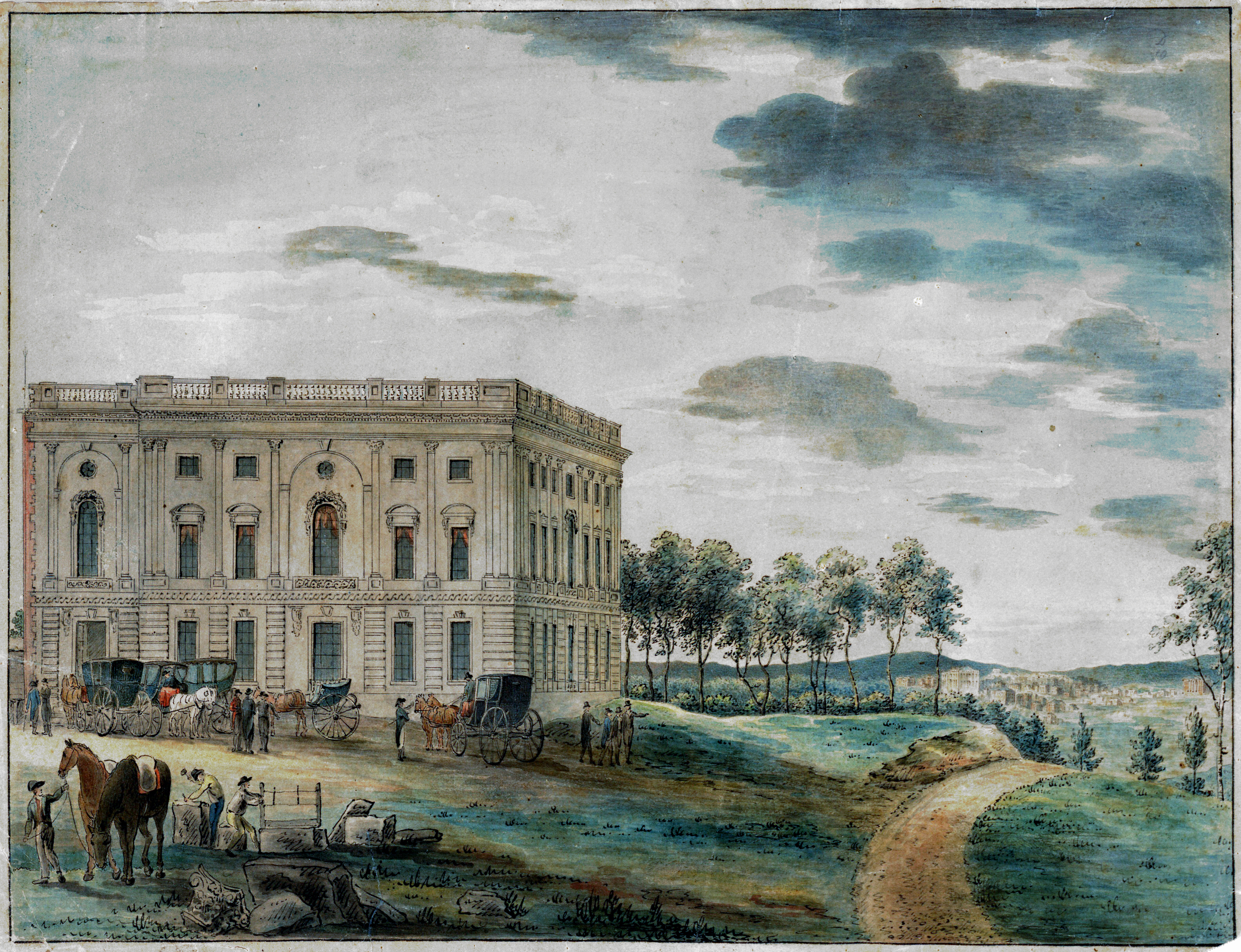
Il primo edificio del Campidoglio degli Stati Uniti, 1800

La nuova "città federale" fu dunque edificata sulla riva settentrionale del Potomac a est di Georgetown e alle falde di un colle denominato Jenkins Hill, il quale diverrà in seguito noto come Capitol Hill. Il 9 settembre 1791 i tre commissari incaricati di provvedere alla costruzione della capitale scelsero il nome in onore del presidente Washington; il distretto federale fu invece chiamato Columbia, toponimo letterario degli Stati Uniti in uso comune durante quel periodo. La prima sessione del Congresso tenutasi a Washington si svolse il 17 novembre 1800.
Il Congresso approvò poi la legge organica del 1801, che istituì e organizzò ufficialmente il Distretto ponendone il territorio sotto il controllo esclusivo del governo federale; inoltre, l'area non incorporata all'interno del Distretto venne suddivisa in due contee: la Contea di Washington sulla riva orientale del Potomac e la Contea di Alexandria su quella occidentale. In seguito all’approvazione della legge, i cittadini che vivevano nel distretto non furono più considerati cittadini del Maryland o della Virginia e dunque non goderono più della rappresentanza al Congresso.

### Assedio britannico del 1814
Il 24 agosto 1814, durante la Guerra anglo-americana (nota anche come Guerra del 1812), le forze britanniche invasero e occuparono la città dopo aver sconfitto gli americani durante la battaglia di Bladensburg. Durante l’occupazione, gli inglesi incendiarono numerosi edifici governativi quali il Palazzo del Campidoglio, la Casa Bianca e il Palazzo del Tesoro.

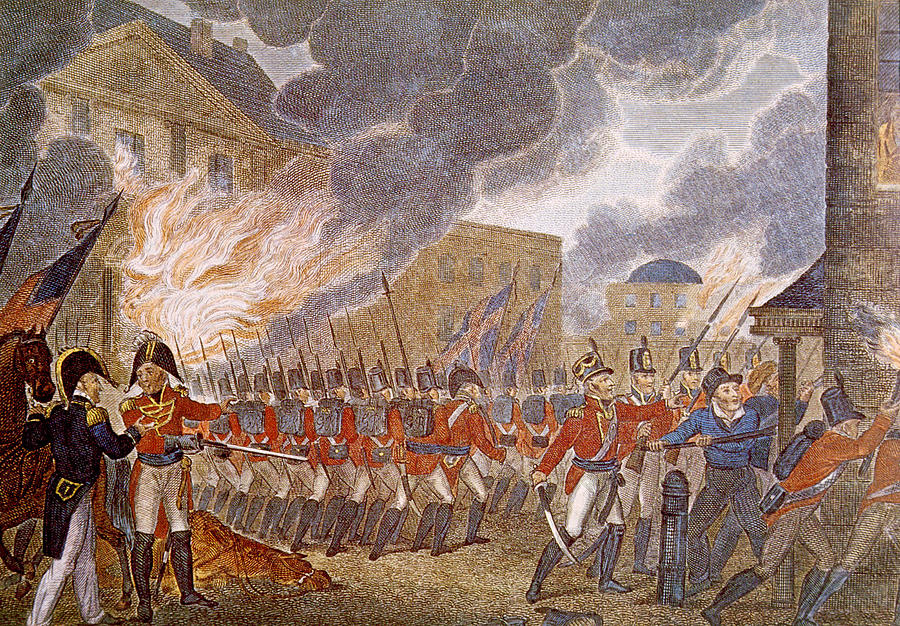
L’incendio di Washington

La città fu liberata in sole ventiquattr’ore e, fortunatamente, i danni dell’incendio furono limitati: la ricostruzione avvenne in tempi brevi, anche se tuttavia il Campidoglio (già allora in costruzione) fu completato nell’attuale forma solo nel 1868.

### Retrocessione di Alexandria
Negli anni ‘30 del XIX secolo il territorio di Alexandria, situato nella porzione meridionale del distretto, fu colpito da una grave crisi economica dovuta al disinteresse del Congresso nell’amministrarlo propriamente; inoltre Alexandria era un importante mercato nel commercio degli schiavi e i residenti temevano che gli abolizionisti nel Congresso avrebbero fatto terminare tale pratica nel distretto - cosa che poi effettivamente avvenne con il compromesso del 1850 - danneggiandone ulteriormente l'economia: di conseguenza, Alexandria presentò tramite una petizione formale al governo della Virginia la richiesta di tornare a far parte del territorio dello Stato.
L’Assemblea Generale della Virginia approvò tale richiesta nel febbraio del 1846, la quale fu definitivamente approvata dal Congresso federale il 9 luglio dello stesso anno; questo processo è noto come retrocessione. Pertanto, l’attuale area del Distretto di Columbia è costituita solo dalla porzione di terreno ceduta dal Maryland.

### Guerra civile

Insediamento di Abraham Lincoln il 4 marzo 1861, cinque settimane prima dello scoppio della guerra civile; si noti il Campidoglio ancora in costruzione

Lo scoppio della guerra civile americana nel 1861 portò alla notevole crescita della popolazione per via dell'espansione del governo federale e di un grande afflusso di schiavi liberati. Nel 1862 il presidente Abraham Lincoln firmò il Compensated Emancipation Act, con cui si concluse la schiavitù nel Distretto di Columbia, e liberò circa 3 100 schiavi, nove mesi prima della proclamazione di emancipazione. Nel 1868, il Congresso concesse agli afroamericani di sesso maschile residenti nel Distretto il diritto di voto alle elezioni comunali.

#### Assassinio di Abraham Lincoln

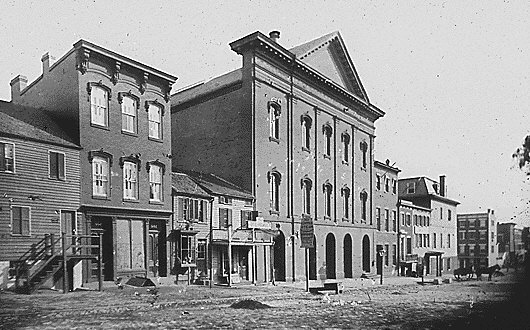
Il Teatro Ford nel 1865

Washington fu protagonista del primo assassinio di un Presidente. Il 14 aprile 1865 Abraham Lincoln fu ferito mortalmente dal simpatizzante sudista John Wilkes Booth mentre stava assistendo a uno spettacolo al Teatro Ford, ad appena cinque giorni dalla fine della guerra civile.

### Crescita e riqualificazione
Nel 1870 la popolazione del Distretto era cresciuta del 75% rispetto al censimento precedente e contava quasi 132 000 abitanti. Nonostante ciò, molte delle strade di Washington erano ancora sterrate e servizi igienico-sanitari di base erano gravemente carenti e la situazione era così grave che alcuni membri del Congresso suggerirono di spostare la capitale più a ovest, ma il presidente Grant rifiutò di prendere in considerazione tale proposta.
Il Congresso approvò l'Organic Act of 1871, che abrogò i singoli statuti delle città di Washington e Georgetown e creò un nuovo governo del territorio per l'intero distretto di Columbia. Il presidente Grant nominò Alexander Robey Shepherd nella nuova posizione di governatore nel 1873. Shepherd promosse progetti comunali di grandi dimensioni, che modernizzarono notevolmente la città. Tuttavia, il governatore utilizzò il triplo del denaro messo a disposizione dal bilancio, portando il Distretto in bancarotta. Nel 1874 il Congresso sostituì il governatorato con un Consiglio di Commissari costituito da tre membri.
Il primo sistema di tram della città entrò in servizio nel 1888 e stimolò la crescita delle aree del Distretto più periferiche. Nel 1895 la città di Georgetown fu formalmente annessa a Washington: fino ad allora aveva mantenuto una identità nominale separata. Washington divenne la prima città a sperimentare un rinnovamento urbano atto a migliorare gli spazi pubblici, il periodo del City Beautiful Movement, occorso durante gli inizi del XX secolo.

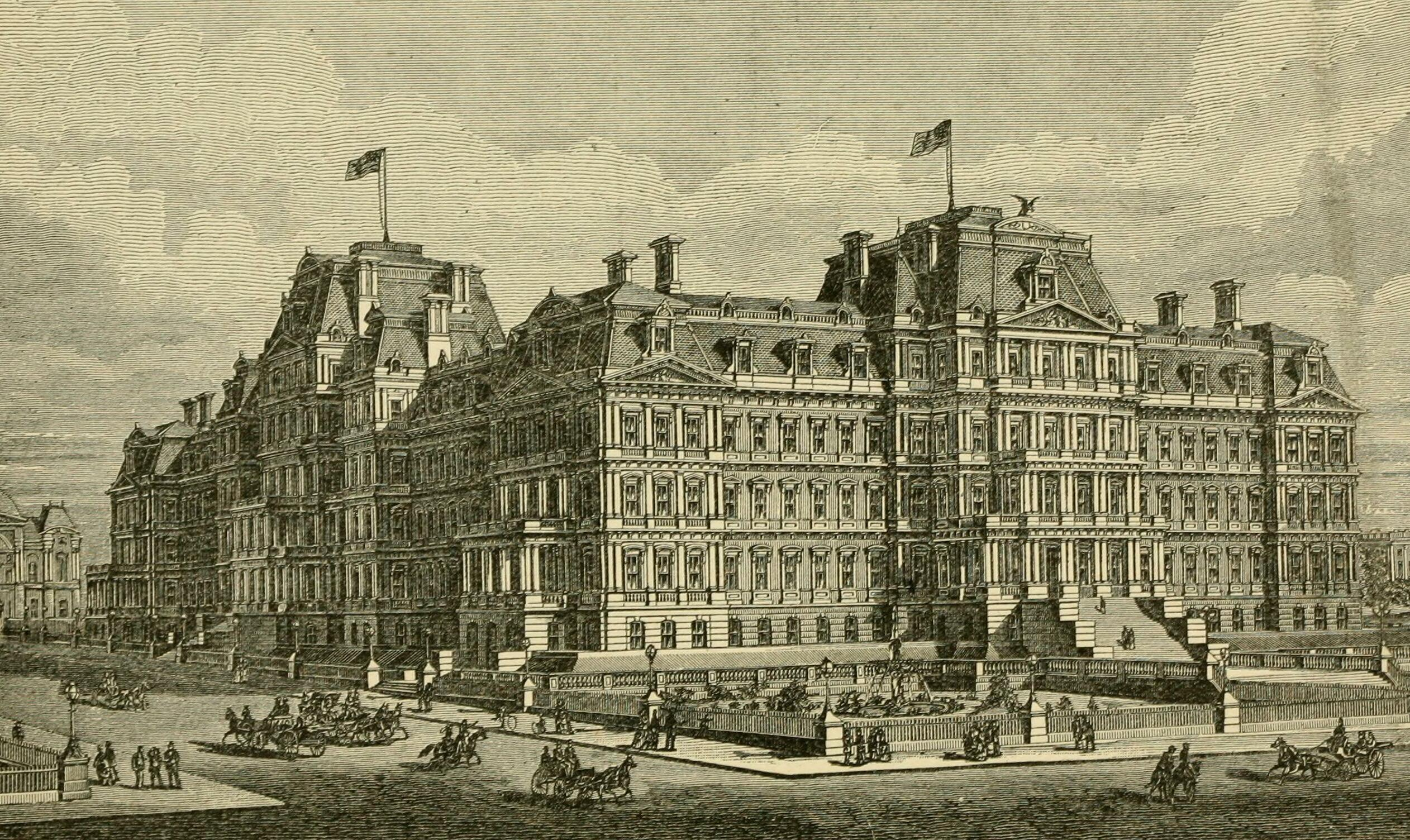
L'Executive Office Building, costruito tra il 1871 e il 1888. Fino al 1943, anno di costruzione del Pentagono, fu il più grande edificio governativo al mondo

La pianta della città di Washington, originariamente progettata dall’architetto e urbanista francese Pierre L’Enfant, venne ampliata tramite il cosiddetto Piano McMillan per tutto il distretto nei decenni successivi, con l’edificazione di nuovi quartieri. Inoltre, il National Mall subì profonde trasformazioni passando da uno stile vittoriano ad un assetto neoclassico.
L'aumento della spesa federale, a seguito della promulgazione del New Deal nel 1930, portò alla costruzione di nuovi edifici pubblici, memoriali e musei. Lo scoppio della seconda guerra mondiale incrementò ulteriormente l'attività del governo, aggiungendo nuovi dipendenti federali nella capitale; nel 1950 la popolazione del distretto raggiunse il suo picco di 802 178 abitanti.

### Ultimi anni
Con il ventitreesimo emendamento della Costituzione degli Stati Uniti, ratificato nel 1961, vennero concessi agli abitanti del Distretto tre voti nel collegio elettorale per l'elezione del Presidente e del Vice Presidente, ma ancora nessuna possibilità di voto al Congresso.

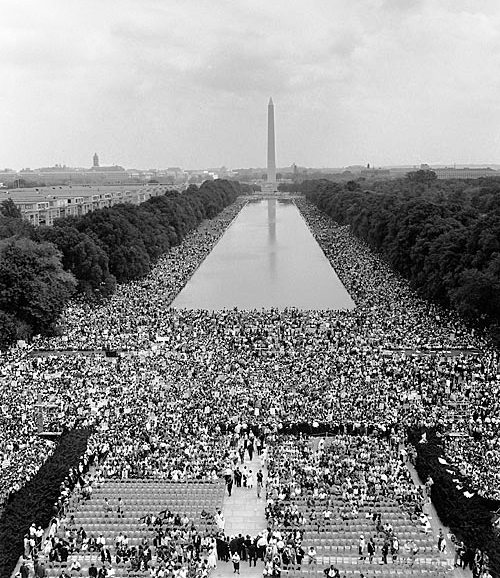
Folla che circonda la Reflecting Pool durante la Marcia su Washington per il lavoro e la libertà del 1963

Dopo l'assassinio del leader dei diritti civili Martin Luther King, il 4 aprile 1968, scoppiarono violenti disordini nella città, soprattutto in U Street, 14th Street, 7th Street e H Street, nei centri residenziali abitati da afroamericani e nelle aree commerciali. I disordini infuriarono per tre giorni e si resero necessari più di 13 600 agenti federali per contenere la rivolta. Molti negozi e altri edifici vennero bruciati e la ricostruzione non si completò fino alla fine degli anni 1990.
Nel 1973 il Congresso approvò il District of Columbia Home Rule Act, che prevede un sindaco eletto e un consiglio comunale per il Distretto. Nel 1975 Walter Washington, di etnia afro-americana, divenne il primo sindaco eletto del Distretto.
Durante gli attentati dell'11 settembre 2001, alcuni terroristi dirottarono il volo American Airlines 77 e fecero volutamente schiantare l'aereo sul Pentagono, nella vicina Arlington, Virginia. Il volo United Airlines 93, che si ritiene essere destinato a Washington, D.C., si schiantò in Pennsylvania, quando i passeggeri tentarono di recuperare il controllo dell'aereo dai dirottatori.

## Simboli

Stemma

Bandiera

Nello stemma di Washington è raffigurata la Giustizia, posta di fronte al primo presidente degli Stati Uniti George Washington, che tiene in mano una ghirlanda; vi compaiono anche il motto del Distretto di Columbia, Justitia Omnibus (latino per Giustizia per Tutti) e la data 1871, ovvero l'anno dell'ultimo District of Columbia Organic Act, legge nella quale si organizzò l’amministrazione del distretto. Sullo sfondo vi è a destra il Campidoglio e a sinistra un treno a vapore passante su un viadotto dinanzi al sole nascente.
La bandiera, adottata nel 1938, è tratta dallo stemma della famiglia Washington.

## Monumenti e luoghi d'interesse

### Architetture
L’architettura di Washington è molto varia e, nella classifica dell’American Institute of Architects, sei dei dieci edifici più belli degli Stati Uniti sono proprio nella città: il Campidoglio, la Casa Bianca, la Cattedrale dei Santi Pietro e Paolo, il Jefferson Memorial, il Lincoln Memorial e il Vietnam Veterans Memorial. Gli edifici di Washington presentano vari stili, che riflettono i gusti del periodo storico in cui essi sono stati costruiti: neoclassico, neogotico, georgiano e moderno.

#### Architetture civili

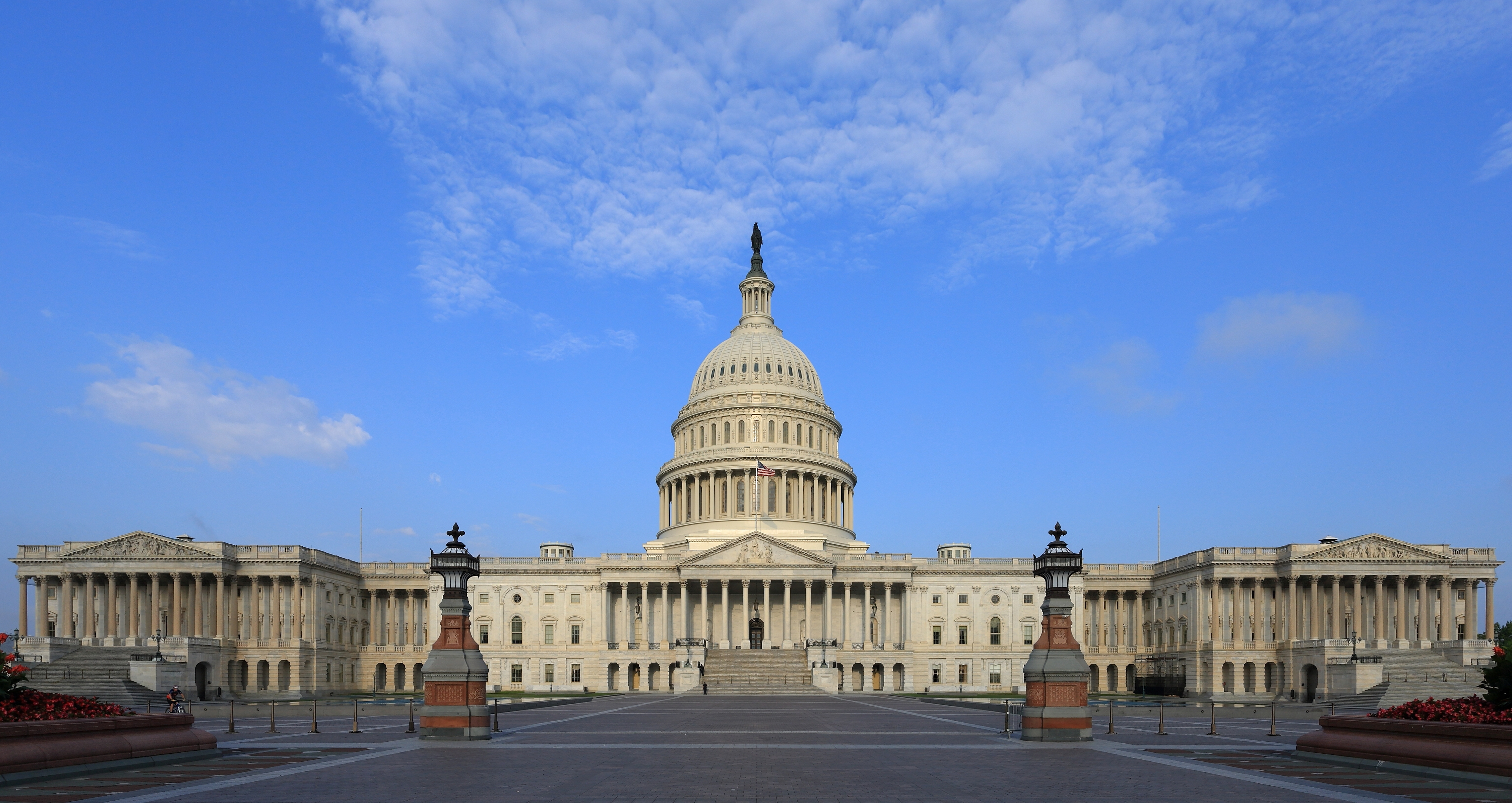
Campidoglio
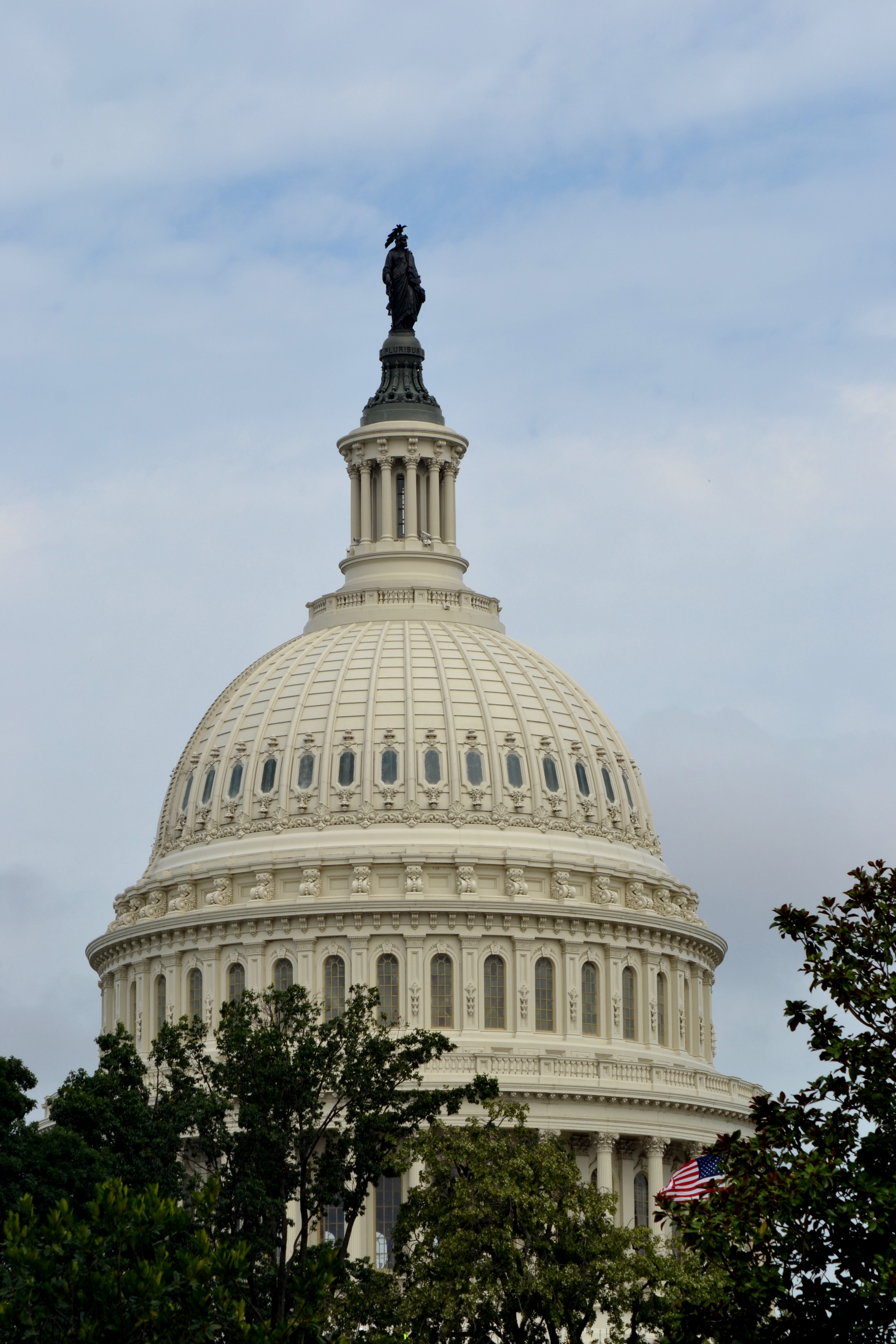
Dettaglio della cupola del Campidoglio
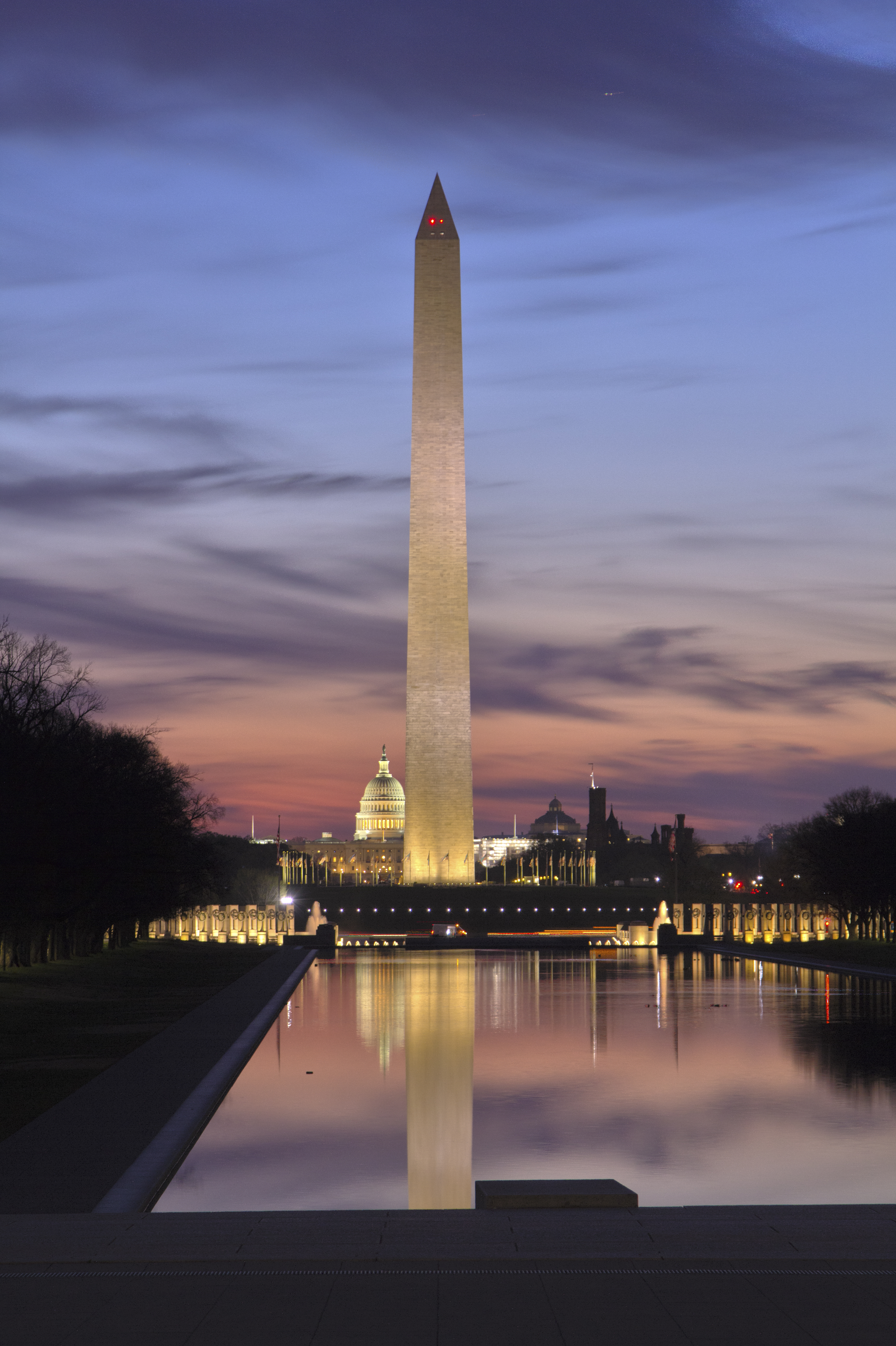
Monumento a Washington
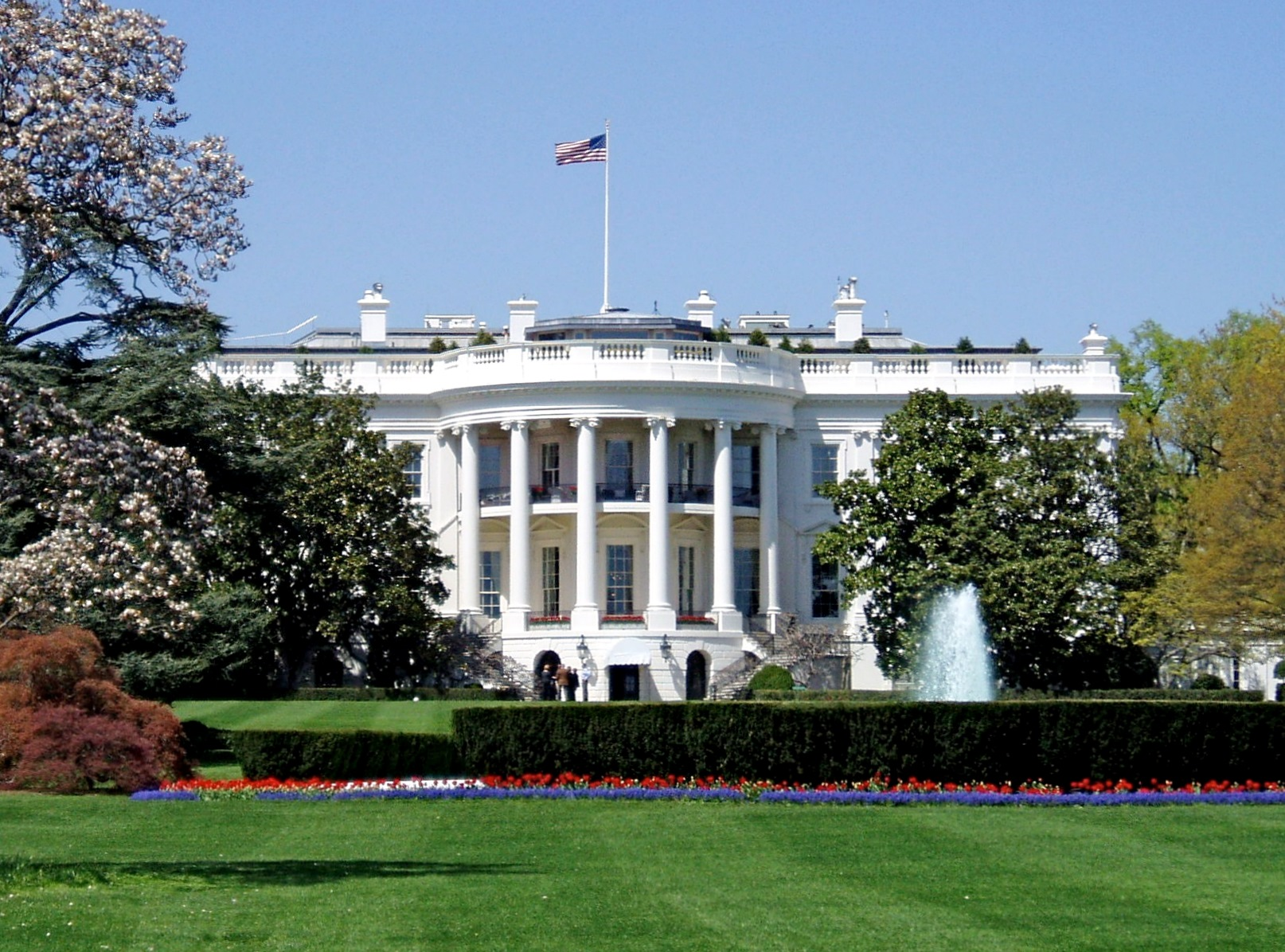
Casa Bianca
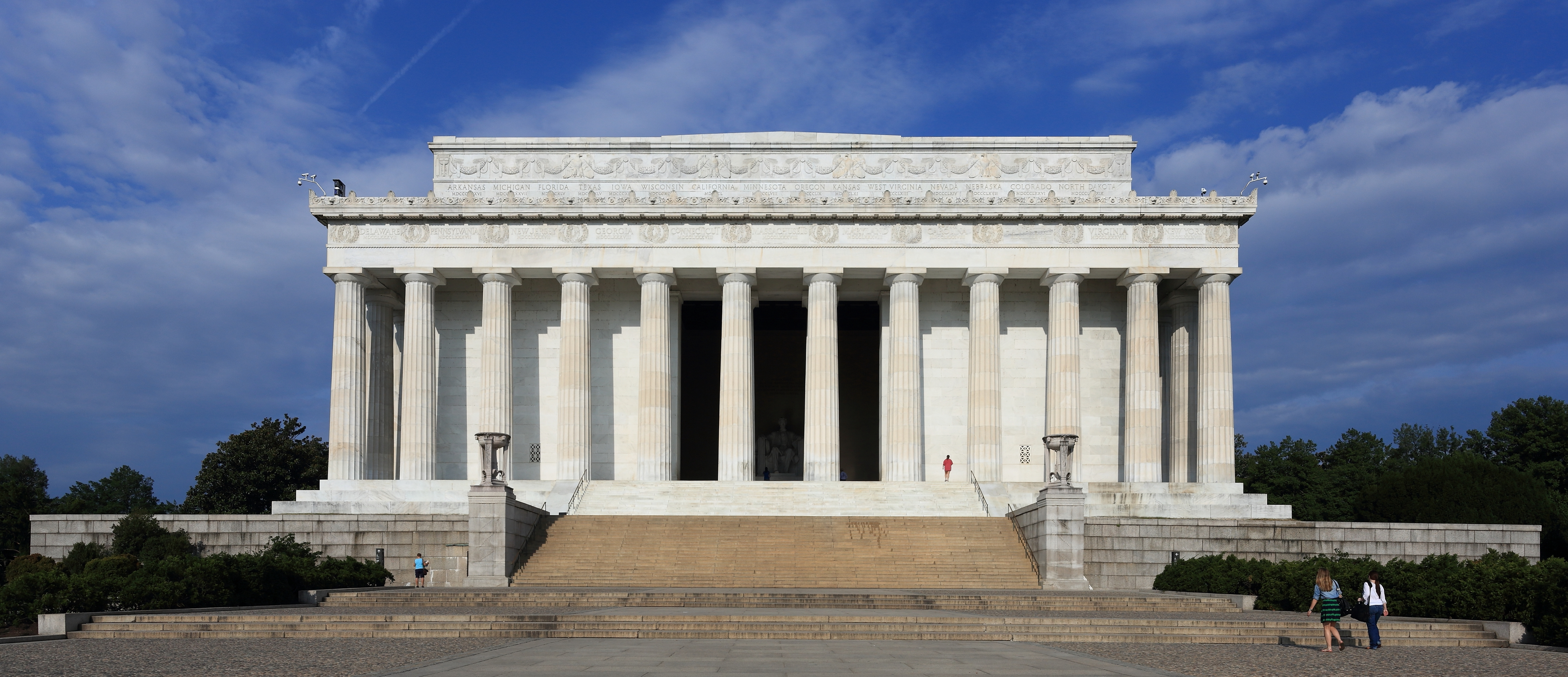
Lincoln Memorial
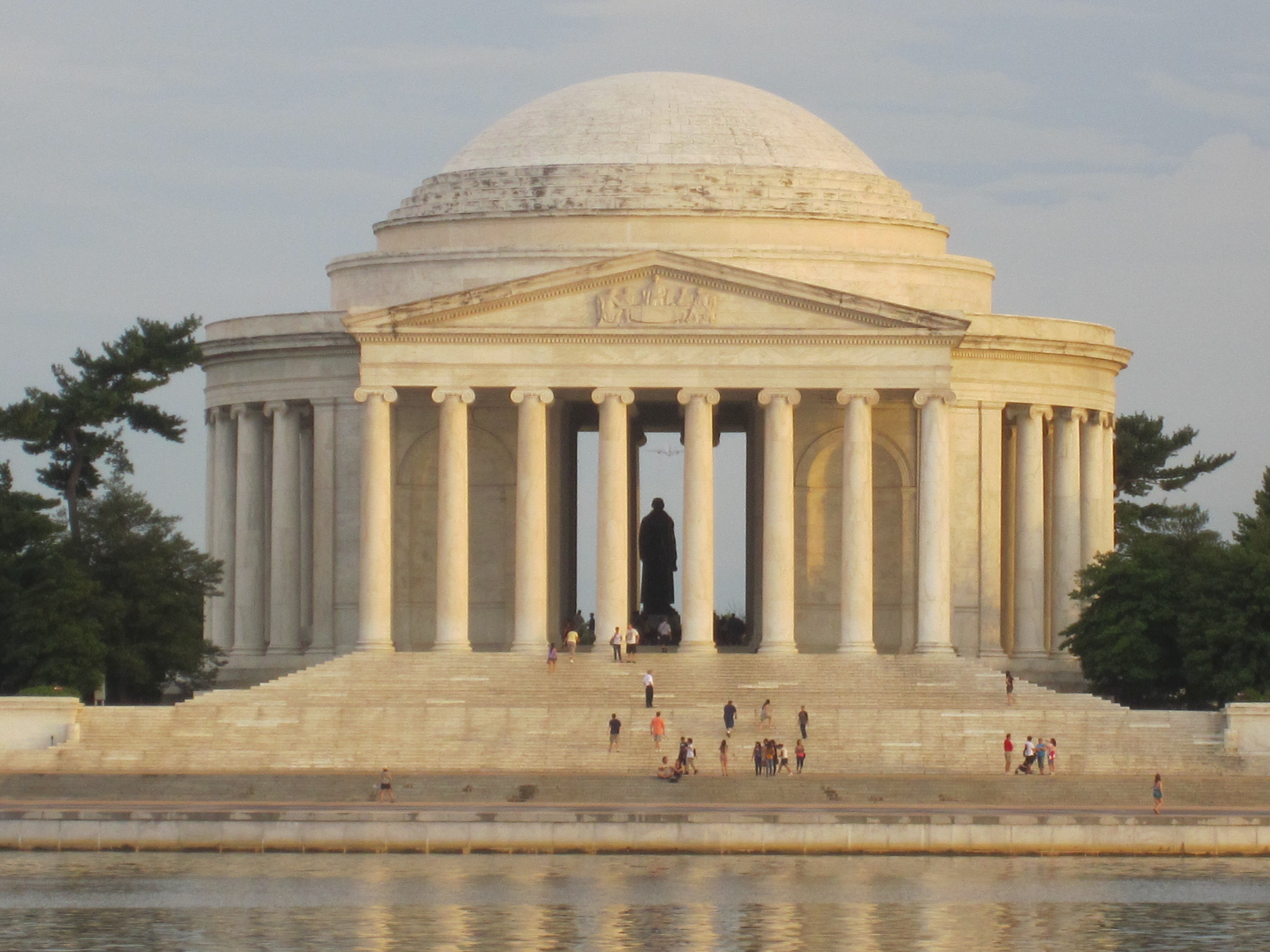
Jefferson Memorial
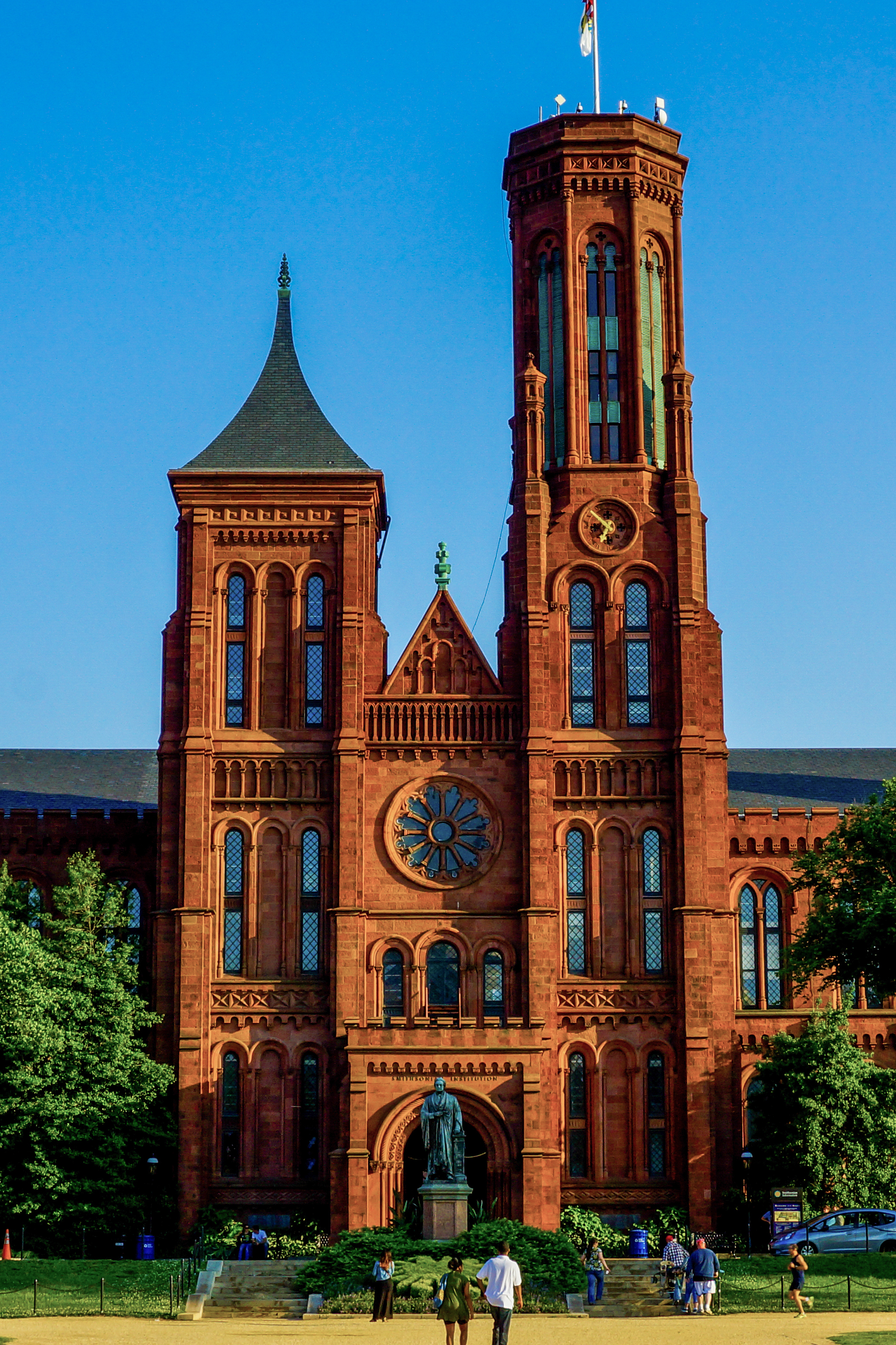
Smithsonian
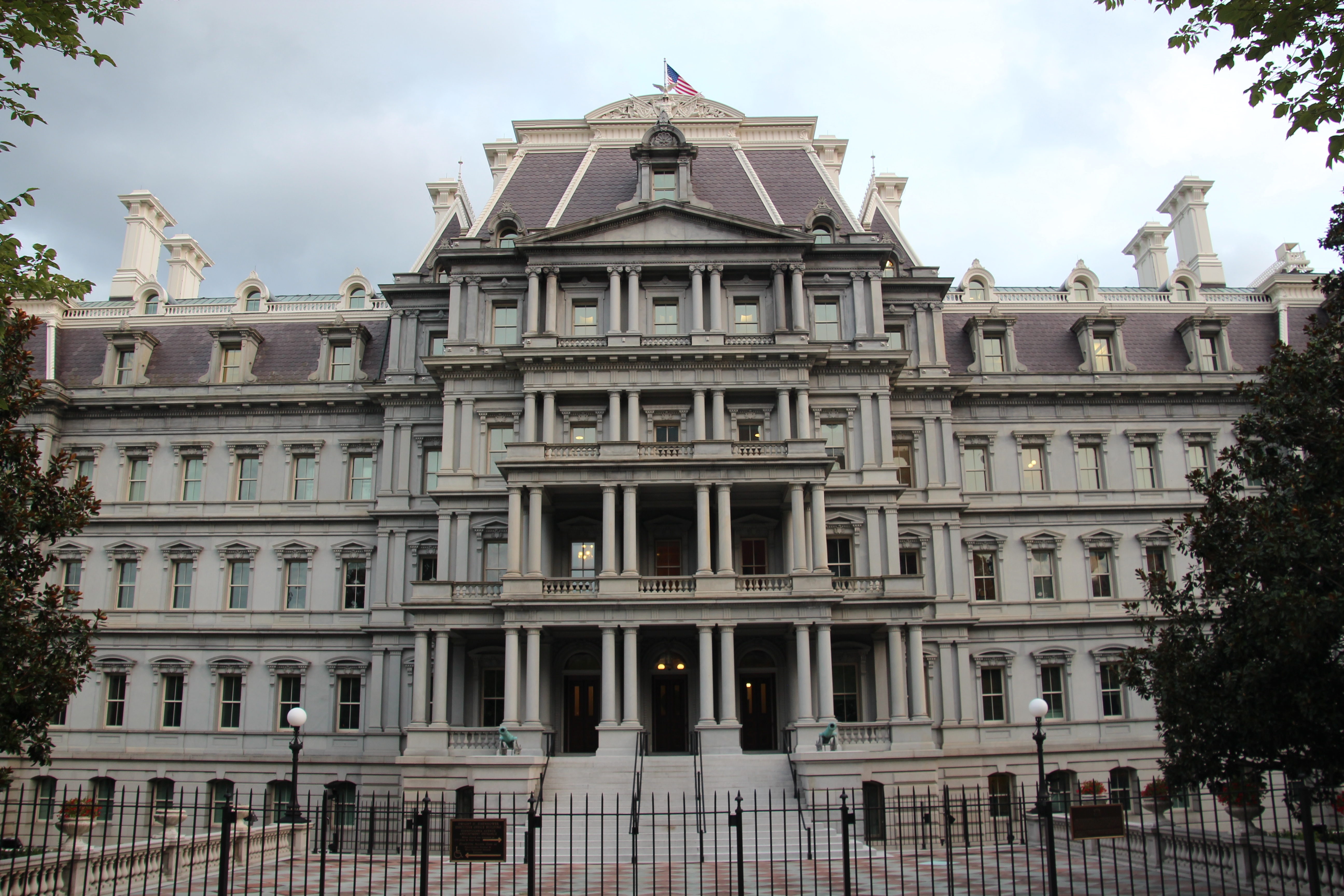
Eisenhower Executive Office Building

Molti degli edifici governativi e civili situati a Washington, lungo il National Mall e nelle zone circostanti, sono chiaramente ispirati all’antichità classica Greca e Romana: esempi sono il Campidoglio, la Casa Bianca, il Palazzo della Corte Suprema e la National Gallery.
Il Thomas Jefferson Building (sede della Biblioteca del Congresso) e lo storico Willard Hotel sono in stile Beaux-Arts, molto in voga fra gli ultimi anni del XIX secolo e i primi del XX.
Caso particolare è l'Eisenhower Executive Office Building, costruito in stile impero. Fino al 1943, anno di costruzione del Pentagono, era l’edificio governativo più grande al mondo.
Degni di nota sono lo Smithsonian Institution Building, soprannominato “il castello” (The Castle) per la sua particolare architettura neogotica, sede amministrativa dell'omonimo istituto di istruzione e ricerca e l'Old Post Office in stile neoromanico.
Esempi di architettura moderna, postmoderna e contemporanea sono invece il Museo nazionale di storia e cultura afroamericana (che contiene elementi tipici dell'arte africana), l'Hirshhorn Museum and Sculpture Garden.

#### Architetture religiose

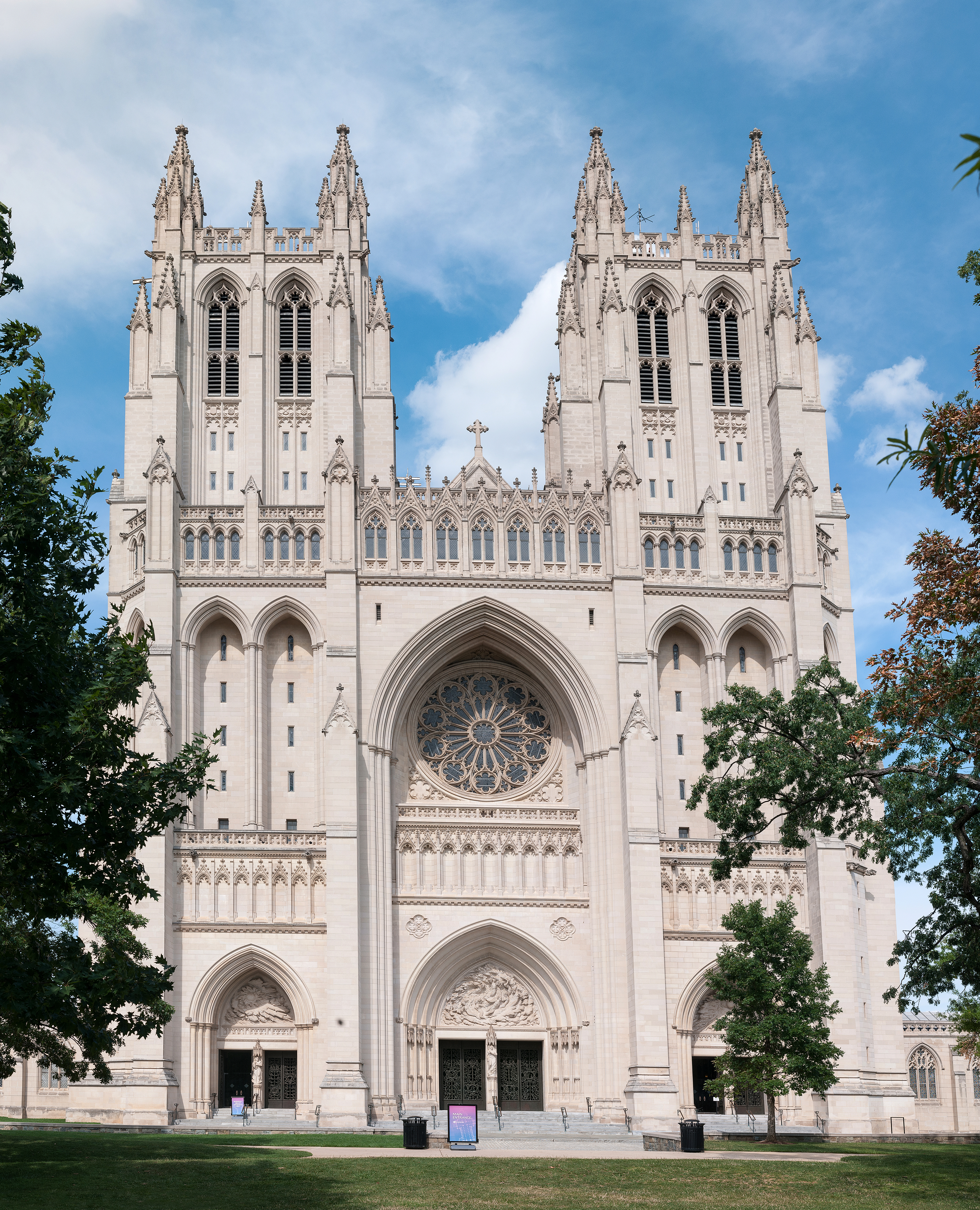
Cattedrale dei Santi Pietro e Paolo
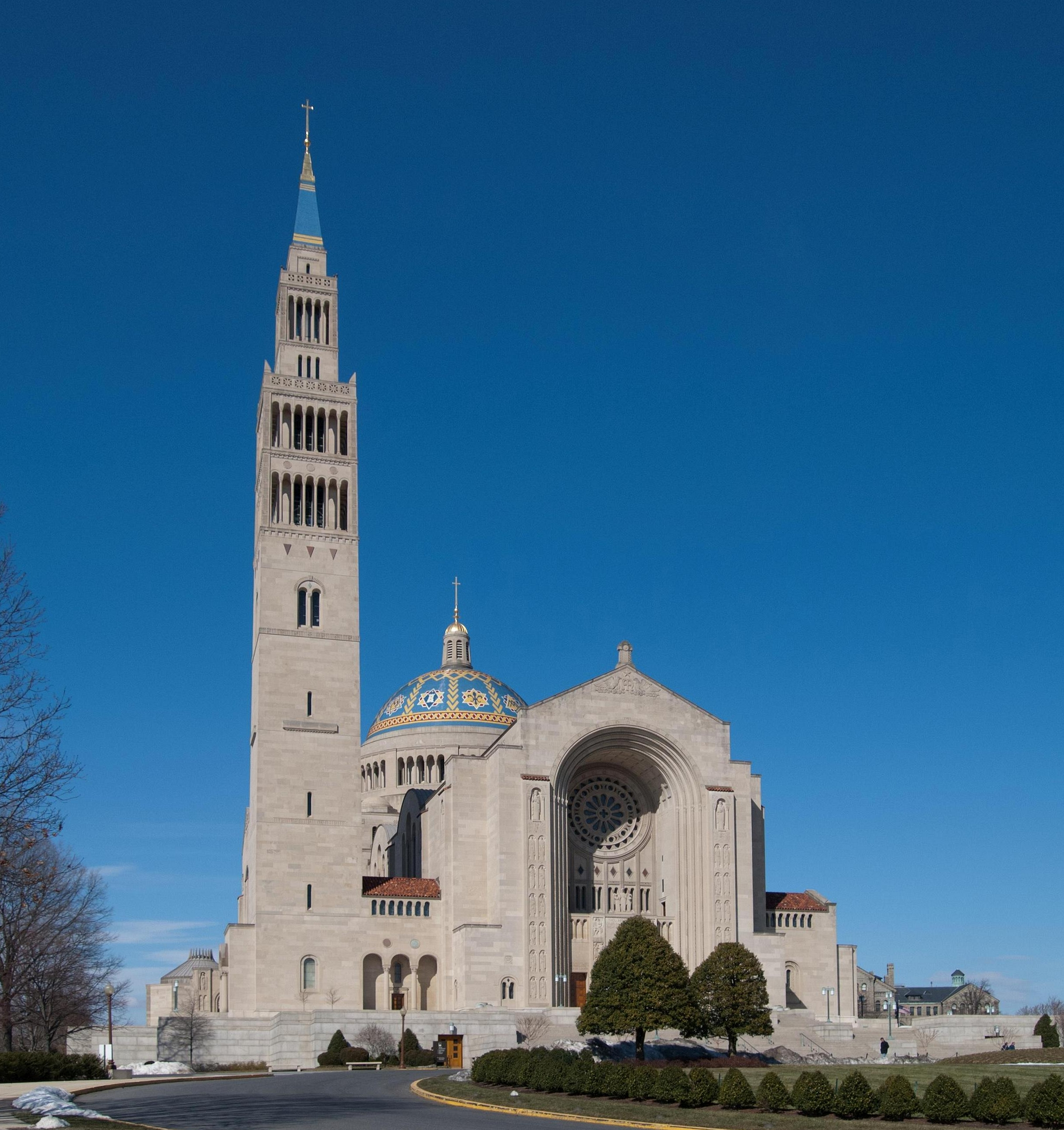
Santuario dell'Immacolata Concezione
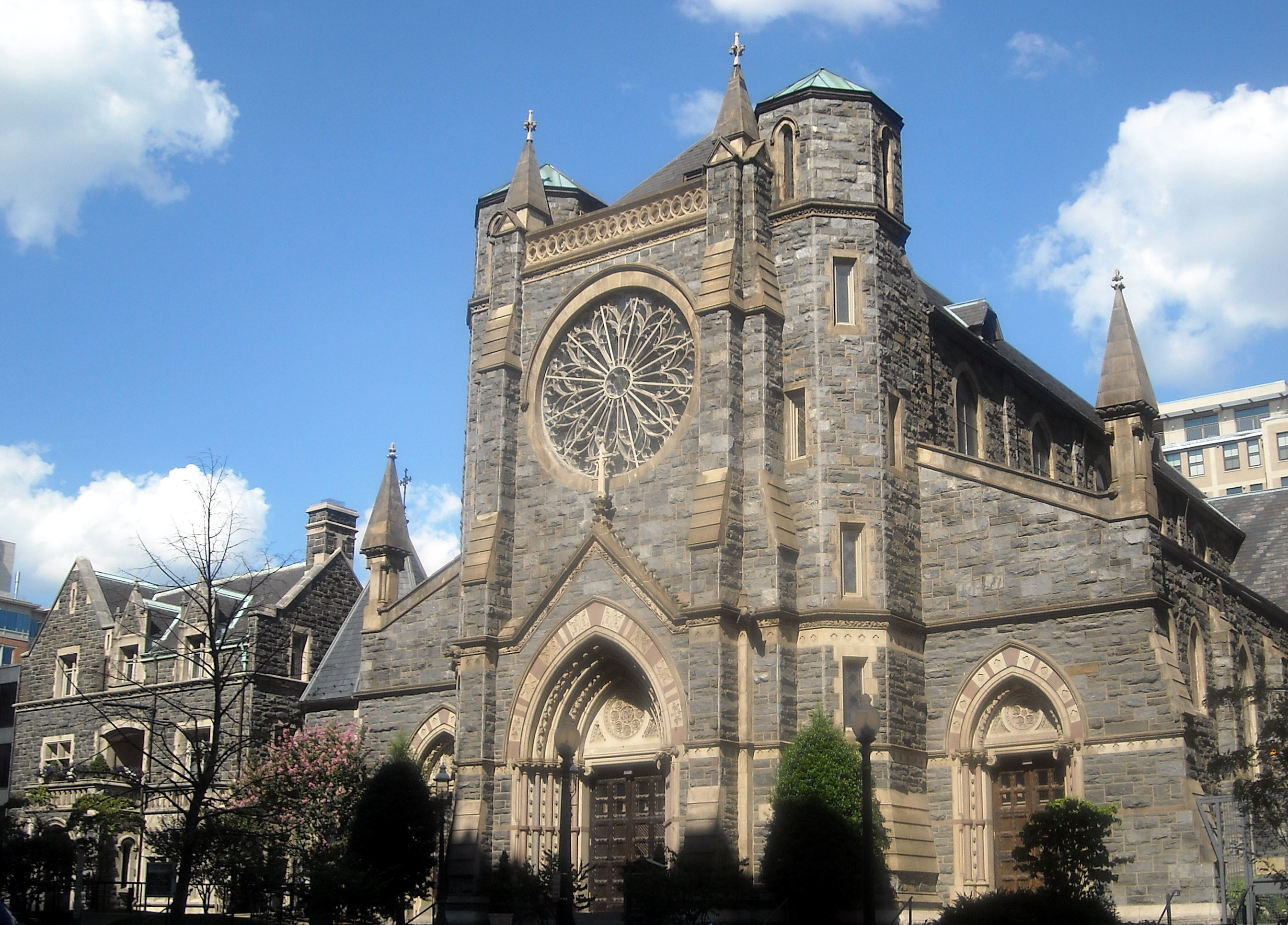
Chiesa di San Patrizio
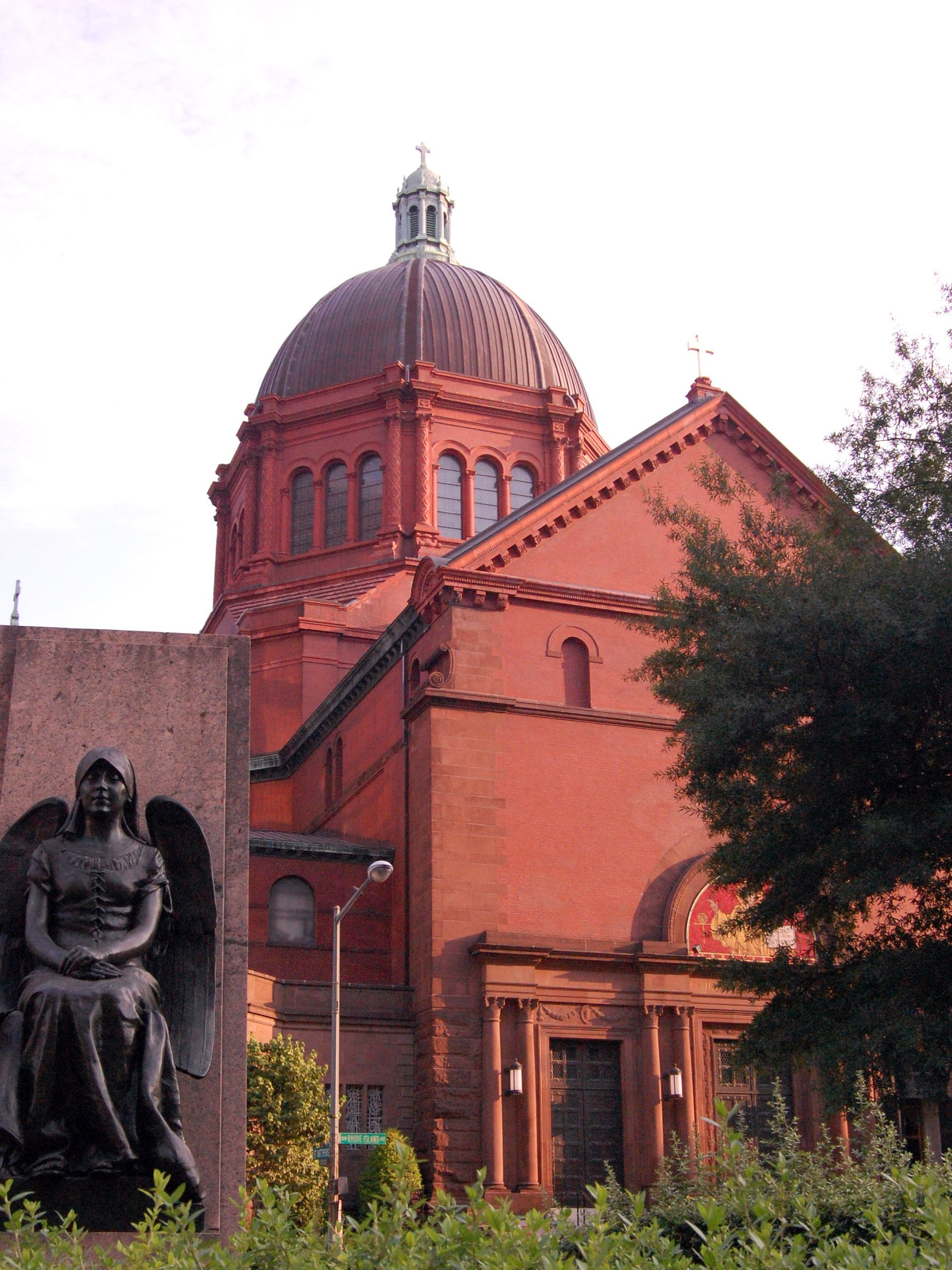
Cattedrale di San Matteo Apostolo
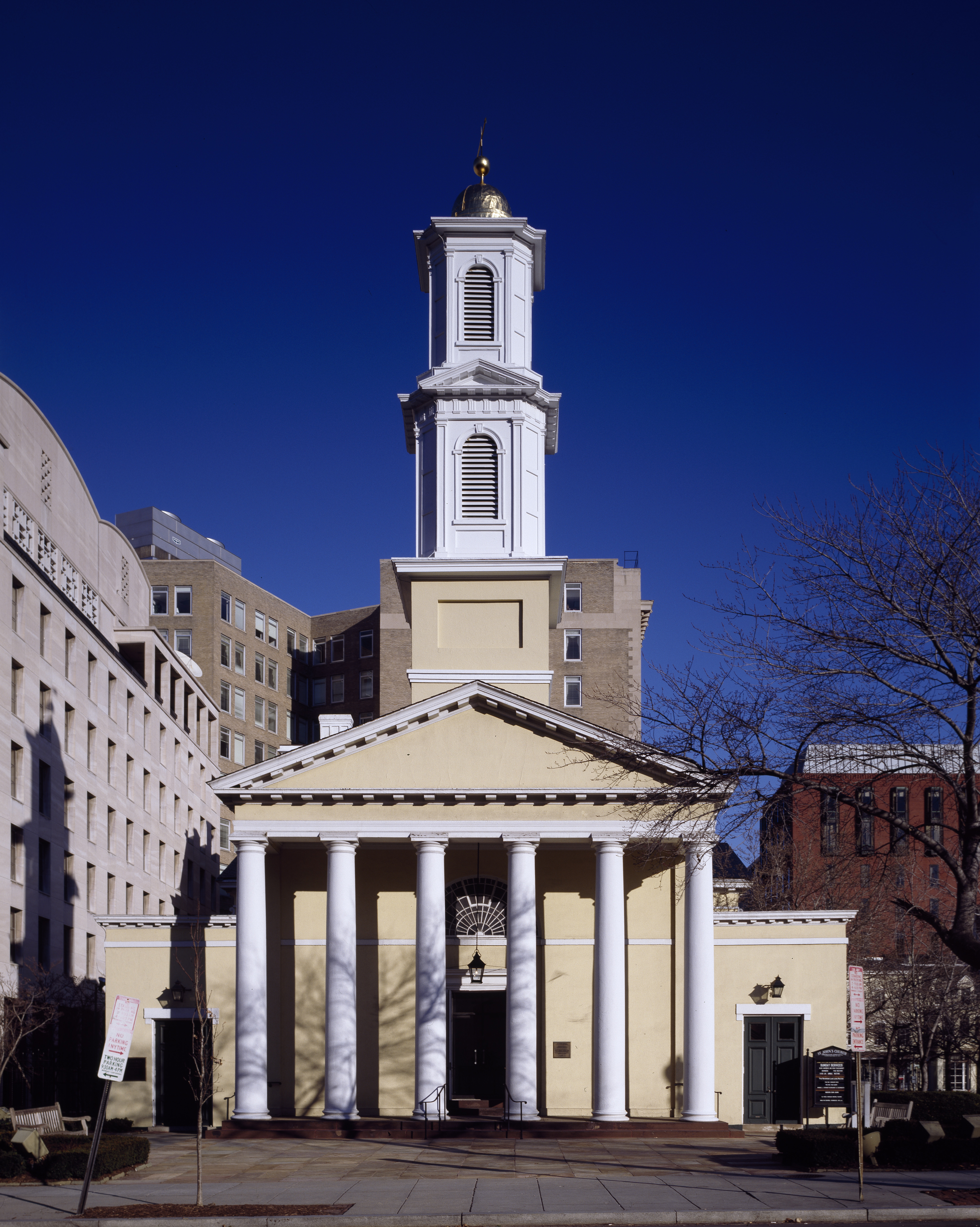
Chiesa di San Giovanni
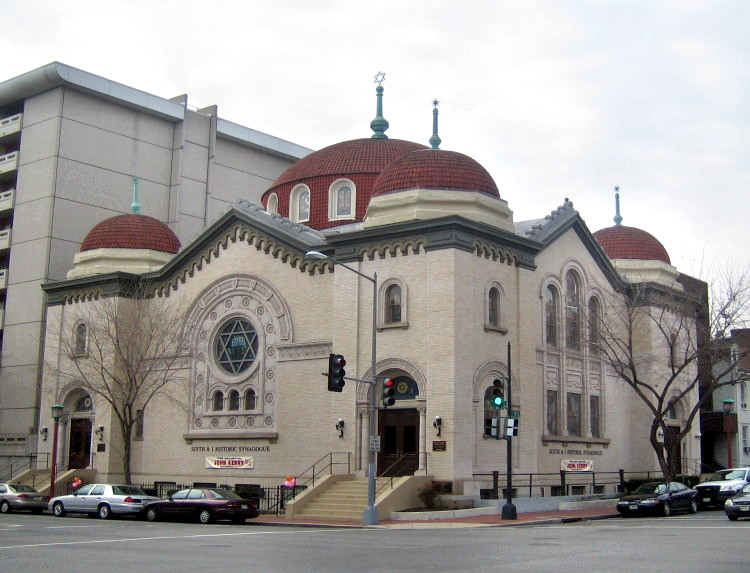
Sinagoga Sixth & I
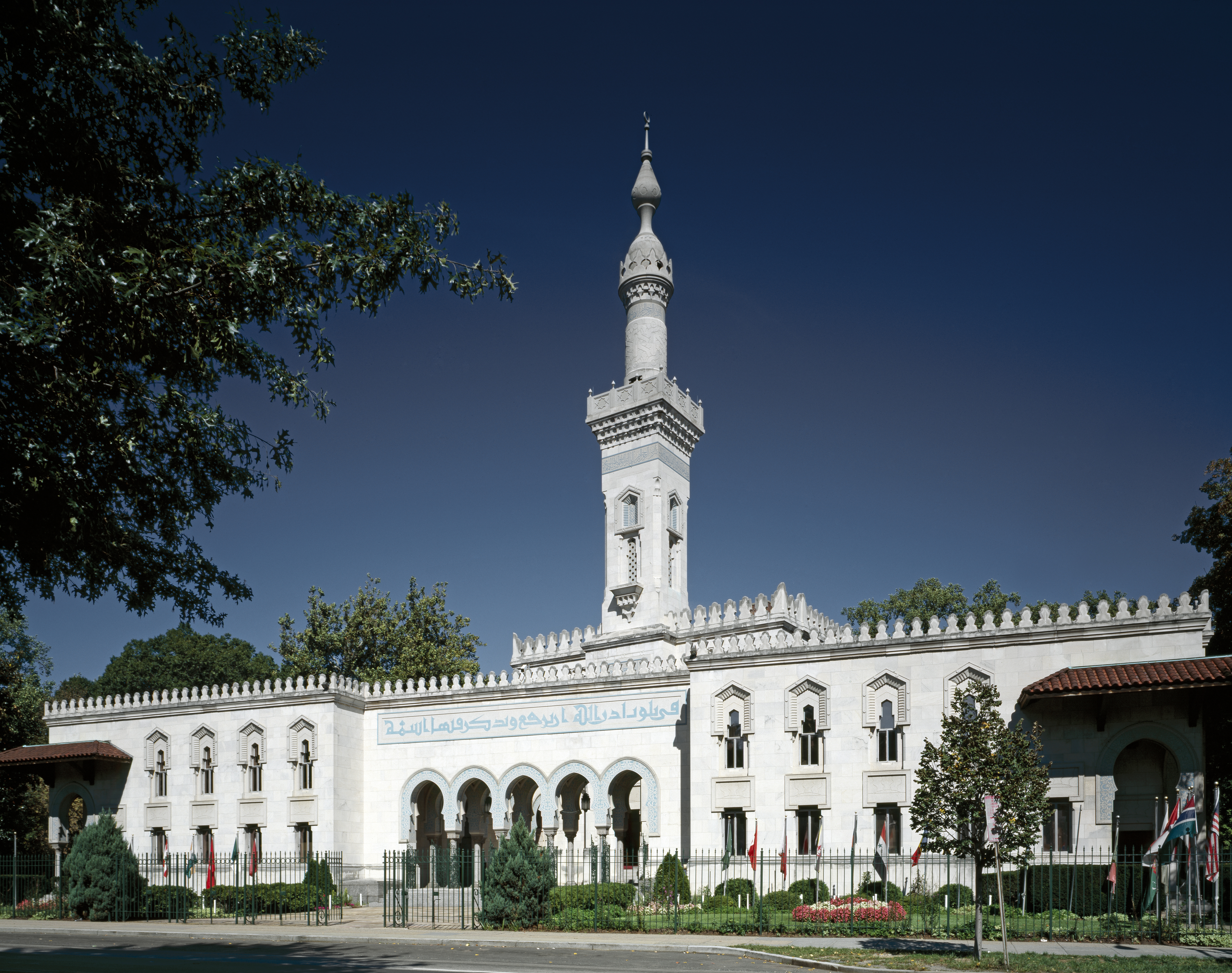
Moschea del Centro Islamico nazionale

L'edificio principale di Washington è la Cattedrale dei Santi Pietro e Paolo, fra i più importanti luoghi di culto della Chiesa episcopale degli Stati Uniti d'America. Sesta cattedrale più vasta al mondo e la seconda chiesa più grande degli USA, fu edificata in varie fasi tra il 1907 e il 1990 in stile neogotico. Nella cattedrale è presente anche una cripta, che ospita fra le altre personalità la tomba del 28º Presidente Woodrow Wilson.
Numerose sono le chiese cattoliche situate in città, fra le quali il Santuario dell'Immacolata Concezione (edificata negli stili neobizantino e neoromanico tra il 1920 e il 1961) e la Cattedrale di San Matteo (sede dell'Arcidiocesi di Washington).
Sono numerosi anche i luoghi di culto appartenenti ad altre confessioni religiose, come la Sinagoga Sixth & I (anch'essa in stile neoromanico) e la moschea del Centro Islamico Nazionale.

### Aree naturali

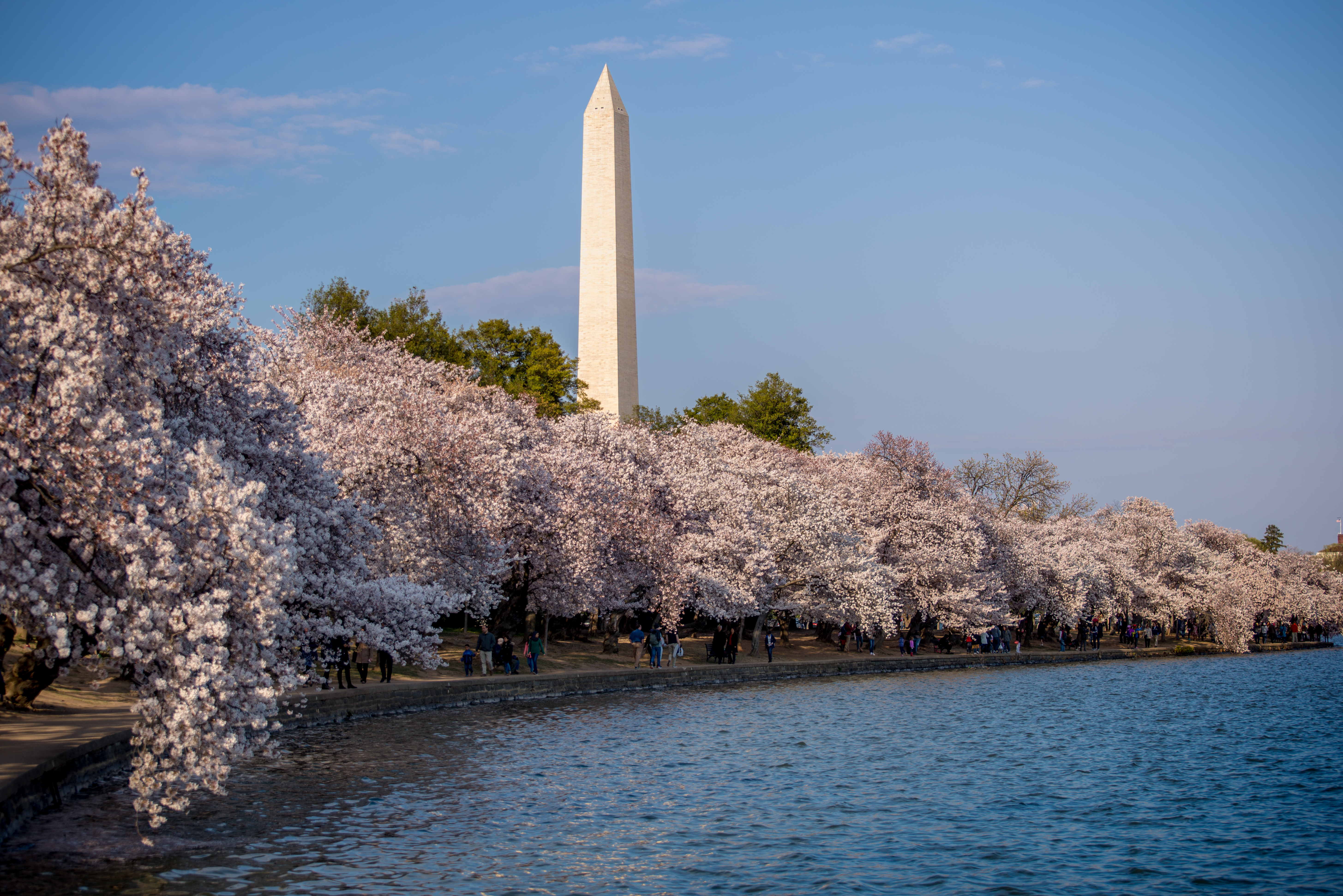
Ciliegi in fiore nei pressi del Monumento a George Washington
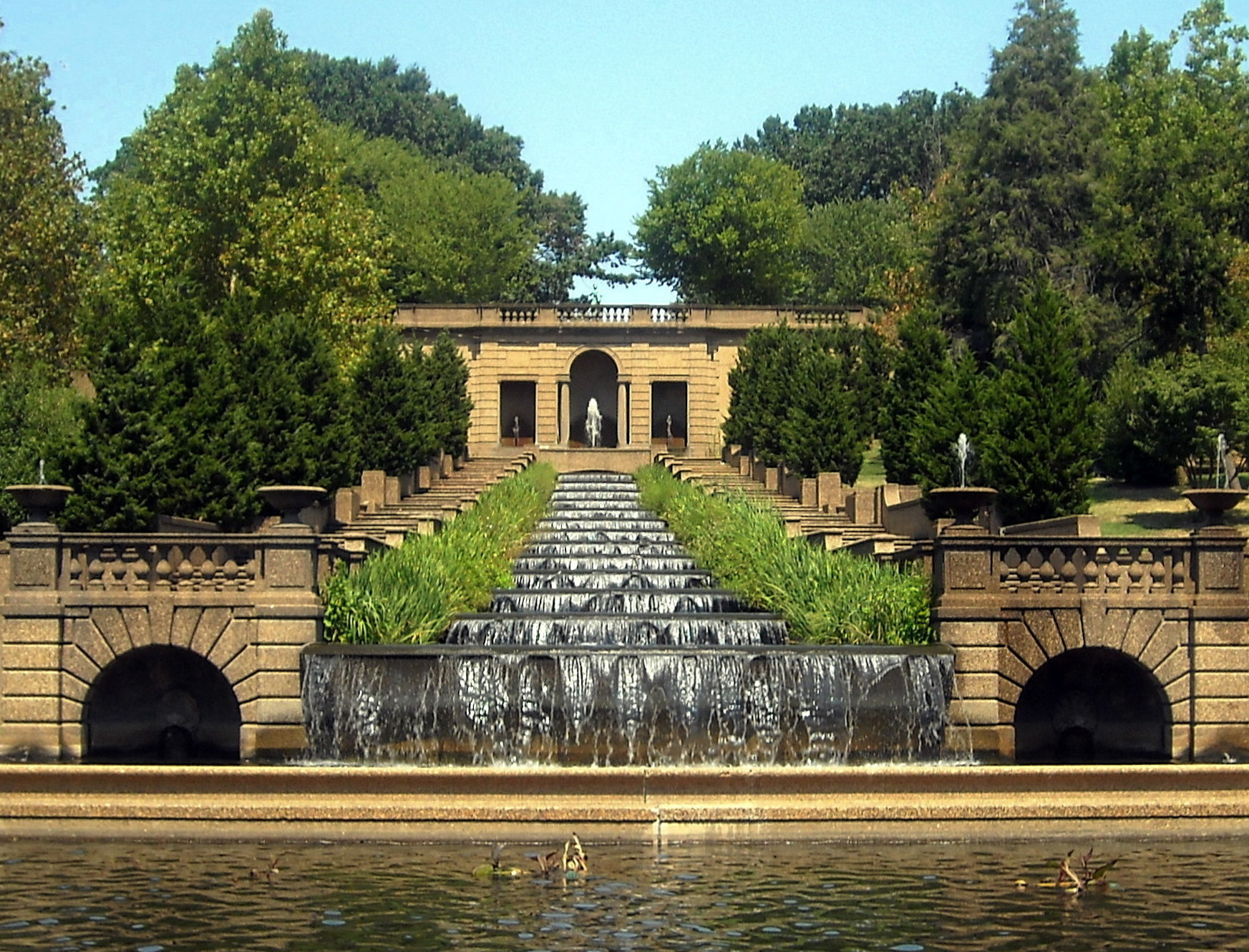
La Cascata del Meridian Hill Park
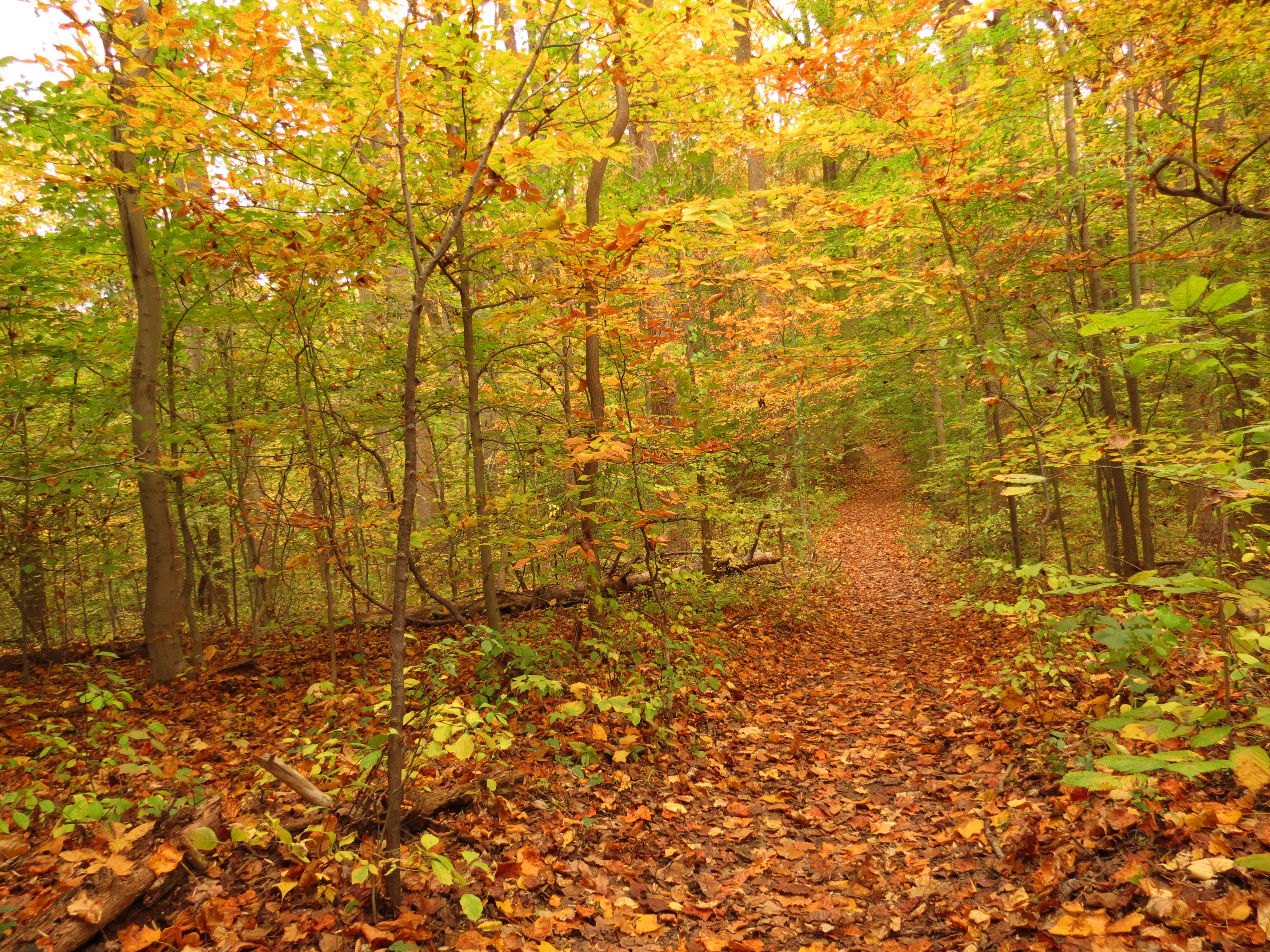
Area naturale di Rock Creek

A Washington sono presenti numerose aree verdi: nel distretto vi sono infatti ben 683 parchi, occupandone un quarto dell’area totale e facendo in modo che ogni residente sia non più lontano di 10 minuti a piedi da un parco. Secondo una classifica dell'associazione no profit Trust for Public Land, Washington è la migliore città statunitense per la qualità dei propri parchi pubblici, in base a fattori quali la cura, il decoro, l’accessibilità e gli investimenti spesi dalle amministrazioni locali per gestirli.
Il Rock Creek Park è la più estesa area naturale di Washington ed è gestita dal National Park Service.
Il West Potomac Park include le aree verdi situate più a sud del Lincoln Memorial Reflecting Pool. Nel parco sono presenti numerosi monumenti e memoriali quali il Korean War Veterans Memorial, il Jefferson Memorial, il Franklin Delano Roosevelt Memorial, il George Mason Memorial e il Martin Luther King Jr. Memorial.
Lungo il corso del Potomac sorgono varie isole, alcune delle quali sono state convertite in parchi pubblici. Theodore Roosevelt Island ospita il Theodore Roosevelt National Memorial e numerosi sentieri; Columbia Island ospita il Lyndon Baines Johnson Memorial Grove e il Navy-Merchant Marine Memorial; Kingman Island, sull’affluente del Potomac Anacostia, è sede del Langston Golf Course e di un parco pubblico.
Altri parchi sono Dumbarton Oaks, Meridian Hill Park, The Yards, Anacostia Park, Lincoln Park, Kenilworth Park and Aquatic Gardens e Chesapeake and Ohio Canal National Historical Park.
Lo United States National Arboretum è un vasto arboreto situato nel settore nordoccidentale di Washington, caratterizzato dalla presenza di numerosi giardini e sentieri. È sotto la diretta gestione del Dipartimento dell'Agricoltura.

### Paesaggio urbano

Il piano di L'Enfant per Washington, DC, modificato da Andrew Ellicott nel 1792

Washington è una città pianificata. Nel 1791, il presidente Washington commissionò a Pierre Charles L'Enfant il progetto di una nuova capitale. Francese di nascita, architetto e urbanista, L'Enfant arrivò nelle colonie come ingegnere militare durante la guerra d'indipendenza americana. Il piano di L'Enfant per Washington presentava ampie strade e viali che si irradiano da rettangoli, fornendo sufficiente spazio aperto. Egli basò il suo progetto sui piani urbanistici di città come Parigi, Amsterdam, Karlsruhe, Milano e portati dall'Europa da Thomas Jefferson nel 1788. L'Enfant progettò anche un grande viale alberato "Grand Avenue" di circa 1 miglio (1,6 km) di lunghezza e 120 m di larghezza nella zona che ora è il National Mall.
Nel mese di marzo 1792, il presidente Washington respinse il progetto di L'Enfant a causa di alcune differenze di vedute che avevano portato a contrasti con i tre commissari nominati per supervisionare la costruzione della capitale. Andrew Ellicott, che aveva lavorato con L'Enfant, rilevò il progetto. Anche se Ellicott fece delle revisioni ai piani originali, L'Enfant è ancora accreditato per aver disegnato l'organizzazione complessiva della città.
Con l'inizio del XX secolo, il progetto di L'Enfant di una capitale con parchi aperti e grandi monumenti nazionali era andato perso per via di baraccopoli ed edifici costruiti casualmente, tra cui una stazione ferroviaria sul National Mall. Nel 1900, il Congresso costituì una commissione mista, presieduta dal senatore James McMillan, che venne incaricata di abbellire il centro cerimoniale di Washington. L'opera di riqualificazione, conosciuta come Piano McMillan, è stata ultimata nel 1901. Questi lavori inclusero il parco del Campidoglio e il centro commerciale, la costruzione di nuovi edifici federali e monumenti, la demolizione delle baraccopoli, e l'istituzione di un sistema di parchi in tutta la città. Gli architetti reclutati dal comitato mantennero gran parte dello schema originale della città e si ritiene che il loro lavoro sia derivato per la maggior parte dalle idee originarie di L'Enfant.

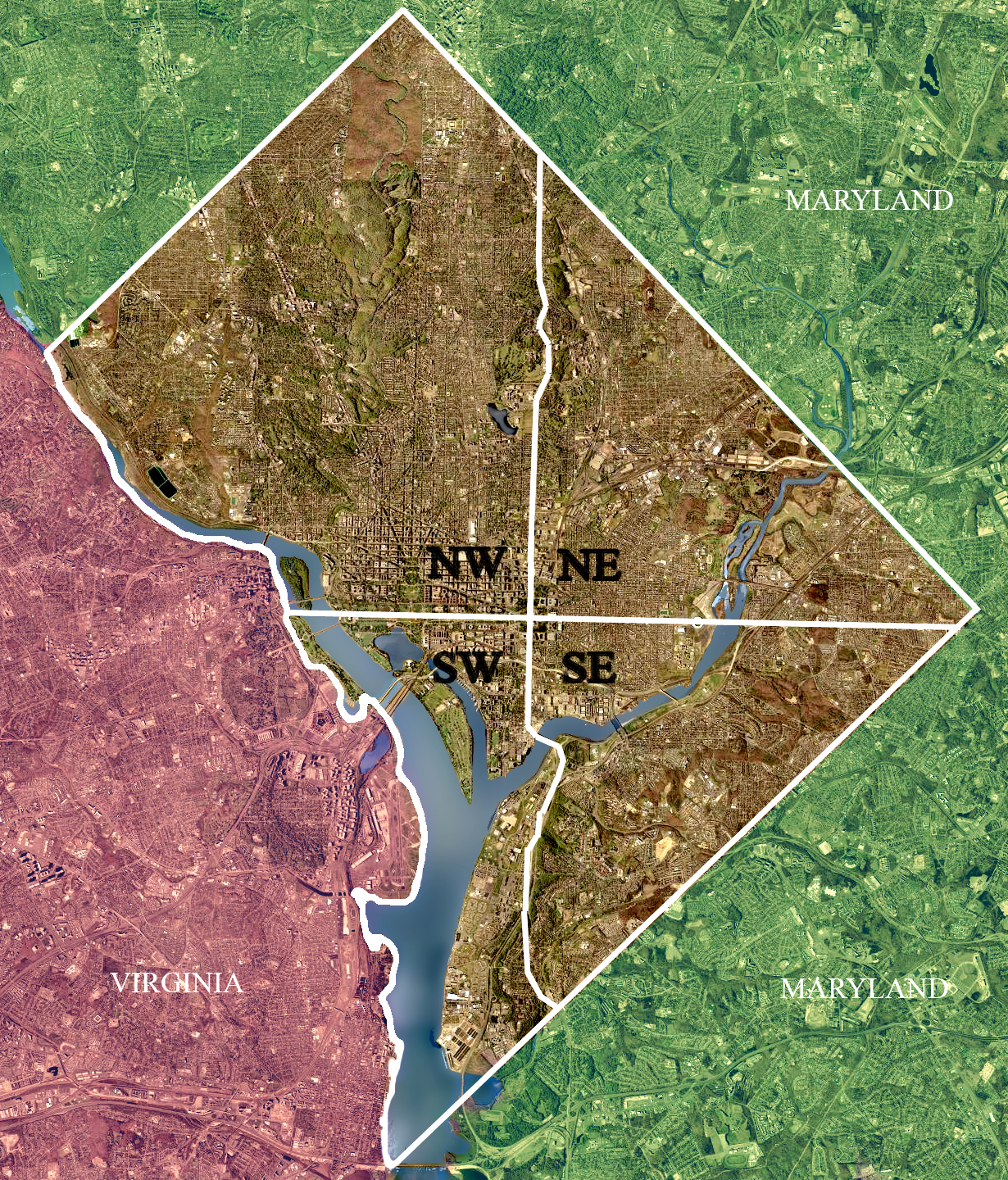
Washington, D.C. è diviso in quattro quadranti

Per legge, il profilo cittadino di Washington non può superare una certa altezza. Le prime restrizioni sull'altezza delle costruzioni sono state messe in atto a seguito della costruzione di alcuni edifici di dodici piani nel 1894. La legge prevede che gli edifici non siano più alti di 6,1 metri rispetto alla larghezza della strada adiacente. Nonostante la credenza popolare, nessuna legge ha mai limitato gli edifici all'altezza del Campidoglio degli Stati Uniti o del Monumento a Washington, che rimane la struttura più alta del distretto. I leader della città hanno criticato la limitazione dell'altezza come una delle ragioni principali per cui il Distretto offre un limitato numero di alloggi a prezzi accessibili e gravi problemi di traffico causati dall'espansione urbana.
Il distretto è diviso in quattro quadranti di zona diseguale: Nord-Ovest (NW), Nord-Est (NE), Sud-Est (SE), e Sud-Ovest (SW). Gli assi che delimitano i quadranti si incrociano presso l'edificio del Campidoglio. Tutti i nomi delle strade includono l'abbreviazione del quadrante per indicare la loro posizione e i numeri civici sono assegnati in base al numero approssimativo di isolati dal Campidoglio. Nella maggior parte delle città, le strade sono stabilite in un modello di griglia con vie est-ovest denominati con le lettere (ad esempio, C Street SW) e nord-sud strade con i numeri (ad esempio, 4th Street NW).
La città di Washington è stata delimitata da Boundary Street a nord (rinominato Florida Avenue nel 1890), Rock Creek a ovest, e dal fiume Anacostia a est. La griglia di strade di Washington è stata estesa, ove possibile, in tutto il distretto a partire dal 1888. Le strade di Georgetown sono state rinominate nel 1895. Alcune strade sono particolarmente degne di nota, come la Pennsylvania Avenue, che collega la Casa Bianca al Campidoglio degli Stati Uniti e la K Street, che ospita gli uffici di molti gruppi lobbistici. Washington ospita 297 ambasciate straniere e edifici correlati, molte delle quali si collocano su un tratto di Massachusetts Avenue informalmente noto come Embassy Row.
La città di Washington ha una pianta urbanistica che, specie nella collocazione dei principali edifici storici, richiama simboli della Massoneria la cui ideologia era diffusa nella classe intellettuale statunitense. Fu anche costruito il George Washington Masonic National Memorial.

## Popolazione
| Anno | Abitanti | Anno | Abitanti |
| ---- | -------- | ---- | -------- |
| 1800 | 8 144    | 1920 | 437 571  |
| 1810 | 15 471   | 1930 | 486 869  |
| 1820 | 23 336   | 1940 | 663 091  |
| 1830 | 30 261   | 1950 | 802 178  |
| 1840 | 33 745   | 1960 | 763 956  |
| 1850 | 51 687   | 1970 | 756 510  |
| 1860 | 75 080   | 1980 | 638 333  |
| 1870 | 131 700  | 1990 | 606 900  |
| 1880 | 177 624  | 2000 | 572 059  |
| 1890 | 230 392  | 2010 | 601 723  |
| 1900 | 278 718  | 2019 | 705 749  |
| 1910 | 331 069  |      |          |

| Profilo etnico della città                   | 2020  | 2010  | 1990  | 1970  | 1940  |
| -------------------------------------------- | ----- | ----- | ----- | ----- | ----- |
| Bianchi                                      | 39,6% | 38,5% | 29,6% | 27,7% | 71,5% |
| —Bianchi non ispanici                        | 38,0% | 34,8% | 27,4% | 26,5% | 71,4% |
| Neri                                         | 41,4% | 50,7% | 65,8% | 71,1% | 28,2% |
| Ispanici e latinoamericani (qualsiasi etnia) | 11,3% | 9,1%  | 5,4%  | 2,1%  | 0,1%  |
| Asiatici                                     | 4,8%  | 3,5%  | 1,8%  | 0,6%  | 0,2%  |

L'US Census Bureau stima che la popolazione del distretto, al 1º luglio 2017, fosse di 693 972 abitanti, con un aumento del 2,7% rispetto al censimento del 2010. La crescita ha mantenuto un trend positivo a partire dal 2000, dopo mezzo secolo di declino. La città, a partire dal 2010, ha raggiunto il 24º posto nella classifica delle città più popolose degli Stati Uniti. Secondo i dati rilevati nel 2009, i pendolari delle periferie aumentano la popolazione diurna del Distretto a oltre un milione di persone. Se il Distretto fosse uno Stato si tratterebbe del 50° come popolazione, davanti al Wyoming.
L'area metropolitana di Washington, che comprende il Distretto e la periferia circostante, è la settima più grande area metropolitana degli Stati Uniti, con circa 5,6 milioni di abitanti, come rilevato nel censimento del 2010. Quando la zona di Washington viene inclusa con Baltimora e le sue periferie, l'area metropolitana Baltimora-Washington raggiungeva, nel 2010, una popolazione superiore agli 8 500 000 abitanti.
Secondo il censimento del 2020, la popolazione di Washington, D.C. è composta per il 41,1% da afroamericani, per il 39,6% da caucasici (di cui 38,0% non ispanici), per lo 11,3% da ispanici e per il 4,8% asiatici. Nel 2010 gli abitanti di altre etnie sono in crescita del 4,1% mentre gli ispanici sono un gruppo in crescita del 9,1% sulla popolazione del distretto.

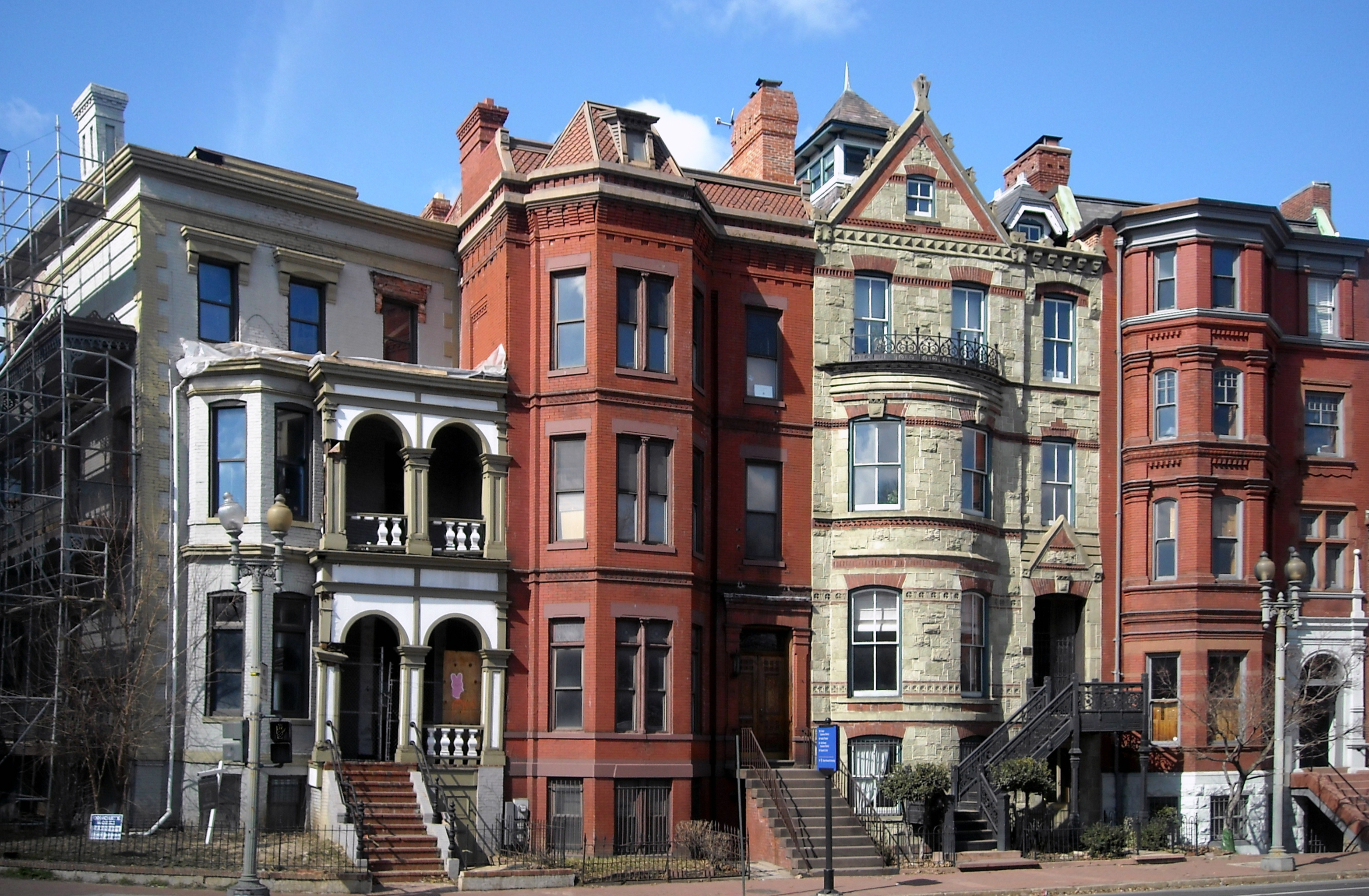
Edifici residenziali a Logan Circle

Circa il 17% dei residenti del Distretto, nel 2010, avevano un'età sotto ai 18 anni, un dato inferiore rispetto a quello generale degli Stati Uniti del 24%. L'età media, 34 anni, è più bassa rispetto a quella degli altri 50 stati. A partire dal 2010, ci sono stati circa 81 734 immigrati stranieri che vivono a Washington. Gli stati principali di origine degli immigrati sono El Salvador, Vietnam ed Etiopia, con una concentrazione di salvadoregni nel quartiere Mount Pleasant.
Washington, fin dalla sua fondazione, ha avuto una vasta popolazione afro-americana. Tra il 1800 e il 1940, tale etnia ha rappresentato circa il 30% della popolazione totale del distretto. La popolazione afro-americana di Washington ha raggiunto un picco del 70% nel 1970. Da allora, tuttavia, la percentuale di residenti neri è costantemente diminuita per via di molti afro-americani che hanno lasciato la città per la periferia circostante. Allo stesso tempo, la popolazione bianca della città è costantemente aumentata. Ciò è evidente in un calo del 24,4% della popolazione nera e un aumento del 10% dei bianchi, a partire dal 1990.
I ricercatori che hanno analizzato i dati del censimento del 2010 hanno rivelato che ci sono state 4 822 coppie dello stesso sesso nel Distretto di Columbia, circa il 2% sul totale delle famiglie. Il consiglio comunale ha approvato una legge nel 2009, che autorizza il matrimonio omosessuale e il distretto ha iniziato a emettere licenze di matrimonio a coppie dello stesso sesso a partire da marzo 2010.
Un rapporto pubblicato nel 2007 ha rilevato che circa un terzo dei residenti distrettuali sono funzionalmente analfabeti, a fronte di un tasso nazionale di circa uno su cinque. Questo è attribuito in parte agli immigrati che non conoscono l'inglese. In contrasto con l'elevato tasso di analfabetismo funzionale, il 50% dei residenti distrettuali possiede almeno una laurea quadriennale. Nel 2006, i residenti di Washington avevano un reddito personale pro capite di 55755 $, superiore a qualsiasi dei 50 stati degli Stati Uniti. Tuttavia, il 19% dei residenti era al di sotto della soglia di povertà nel 2005, superiore a qualsiasi stato tranne al Mississippi. Secondo i dati rilevati a partire dal 2008, più della metà dei residenti distrettuali si identificano come cristiani: il 28% dei residenti sono battisti, il 13% sono cattolici e il 31% sono membri di altre confessioni cristiane. I residenti che praticano altre religioni costituiscono il 6% della popolazione e il 18% non aderiscono ad alcuna religione.
Oltre il 90% dei residenti del Distretto hanno una copertura assicurativa sanitaria, il secondo più alto tasso della nazione. Ciò è dovuto in parte ai programmi della città che aiutano a fornirla alle fasce di popolazione a basso reddito. Uno studio del 2009 ha rilevato che almeno il 3% dei residenti distrettuali sono affetti da HIV o presentano l'AIDS, che per il Centers for Disease Control and Prevention rappresenta una epidemia "generalizzata e grave".

### Criminalità
La criminalità a Washington è concentrata nelle aree associate alla povertà, alla tossicodipendenza e al fenomeno delle bande. Uno studio del 2010 ha rilevato che il 5% del territorio cittadino ha contribuito a poco più di un quarto dei crimini totali del distretto. I quartieri più ricchi di Northwest Washington sono in genere sicuri, ma i rapporti dimostrano un aumento dei crimini violenti nei quartieri più poveri generalmente concentrati nella parte orientale della città. Circa 60 000 residenti sono ex-detenuti.
Nei primi anni novanta Washington è stata spesso descritta come la "capitale degli omicidi". Il loro numero ha raggiunto il picco nel 1991 con un totale di 479, ma il livello di violenza ha poi iniziato a diminuire drasticamente. Nel 2011, il numero annuale di omicidi è sceso a 108, il valore più basso registrato dal 1963. Molti quartieri, una volta pericolosi, stanno trasformandosi in più sicuri e vitali. Anche i reati contro il patrimonio hanno subito una diminuzione negli ultimi anni.

## Economia
Washington ha un'economia in crescita, variamente diversificata, con una percentuale crescente di posti di lavoro professionali e di servizi alle imprese. Il prodotto lordo del Distretto nel 2010 è stato di 103,3 miliardi di dollari, che la classificano al 34º posto rispetto ai 50 stati degli Stati Uniti. Il prodotto interno lordo della zona metropolitana di Washington è stato 425 miliardi di dollari nel 2010, diventando così la quarta più grande economia metropolitana degli Stati Uniti. A giugno 2011, l'area metropolitana di Washington ha avuto un tasso di disoccupazione del 6,2%, il secondo tasso più basso tra le 49 più grandi aree metropolitane del paese. Il Distretto di Columbia in sé aveva un tasso di disoccupazione del 9,8% durante lo stesso periodo.

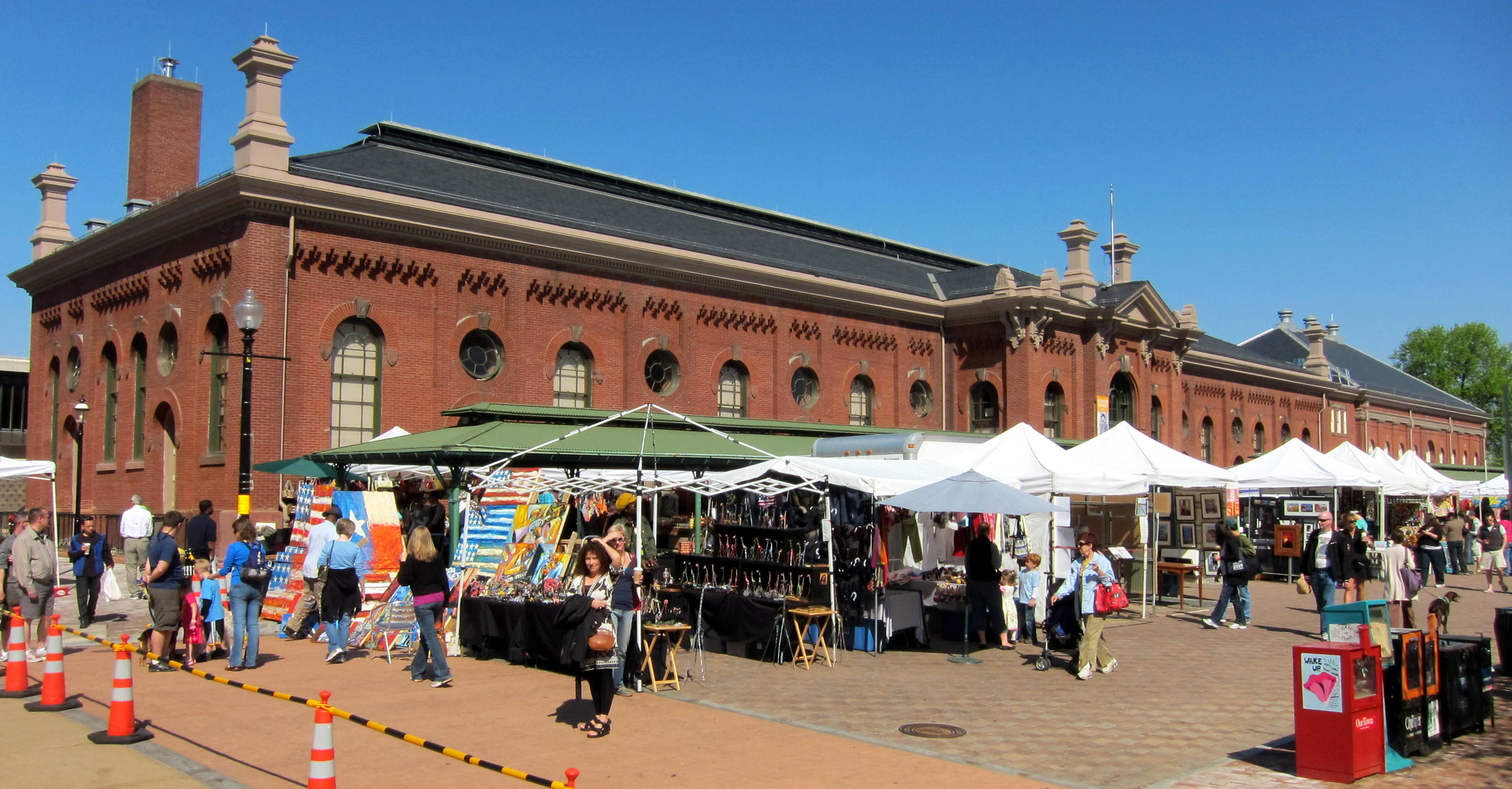
Eastern Market a Capitol Hill ospita venditori di cibo e bancarelle artigianali

Nel 2012, il governo federale ha rappresentato circa il 29% dei posti di lavoro a Washington. Questo consente alla città di non risentire delle crisi economiche nazionali, poiché il governo federale continua a funzionare anche in periodi di recessione. Molte organizzazioni come studi legali, appaltatori indipendenti (sia civili sia militari), organizzazioni non a scopo di lucro, società di lobby, sindacati, gruppi commerciali, industriali e associazioni professionali hanno la loro sede nella città di Washington per essere vicino al governo federale. Washington ospita anche quasi 200 ambasciate e organizzazioni internazionali come la Banca Mondiale, il Fondo monetario internazionale (FMI), l'Organizzazione degli Stati americani, la Banca Interamericana di Sviluppo, e la Pan American Health Organization. Nel 2008, il corpo diplomatico straniero a Washington impiegava circa 10 000 persone e ha contribuito con una cifra stimata in 400 milioni di dollari annuali per l'economia locale.
Nel Distretto sono sempre più presenti attività non direttamente collegate al governo, in particolare nei settori dell'istruzione, della finanza, dell'ordine pubblico e della ricerca scientifica. Nel 2009, la Georgetown University, la George Washington University, il Washington Hospital Center, il Children National Medical Center e la Howard University erano i primi cinque enti privati datori di lavoro nella città. Secondo le statistiche nel 2011, quattro delle 500 più grandi società del paese avevano sede nel Distretto.

## Cultura

### Università e istituzioni scientifiche
A Washington ha sede la prestigiosa Georgetown University, retta dai gesuiti, nonché la George Washington University.
Nella città hanno sede anche varie istituzioni scientifiche e culturali, come l'Accademia nazionale delle scienza, l'accademia delle scienze degli Stati Uniti, la famosa National Geographic Society, lo United States Naval Observatory.

### Biblioteche e archivi
Nei pressi del Campidoglio si trova la Biblioteca del Congresso, la più grande biblioteca del mondo con una collezione di più di 147 milioni di libri, manoscritti e altri materiali.
Lungo il National Mall ha sede la National Archives and Records Administration, l'archivio di Stato americano, contenente migliaia di documenti di notevole importanza per la storia americana, compresa la Dichiarazione d'indipendenza, la Costituzione degli Stati Uniti e il Bill of Rights.

### Siti storici e musei
Il National Mall è un grande parco situato nel centro di Washington tra il Lincoln Memorial e il Campidoglio. Data la sua importanza, esso è spesso la sede di proteste politiche, concerti, festival e insediamenti presidenziali. Il monumento a Washington e il Jefferson Pier sono anch'essi nel parco, posti a sud della Casa Bianca. Nel parco si trovano anche il National World War II Memorial, il Korean War Veterans Memorial e il Vietnam Veterans Memorial.
Direttamente a sud del parco, vi è un lago artificiale contornato da alberi di ciliegio donati dal Giappone. Il Franklin Delano Roosevelt Memorial, il George Mason Memorial, il Jefferson Memorial, il Martin Luther King, Jr. Memorial e il District of Columbia War Memorial si trovano tutti vicino al lago.
Il Palazzo della Corte Suprema degli Stati Uniti d'America è stato realizzato nel 1935, prima di allora la corte si riuniva in alcune stanze del Campidoglio.

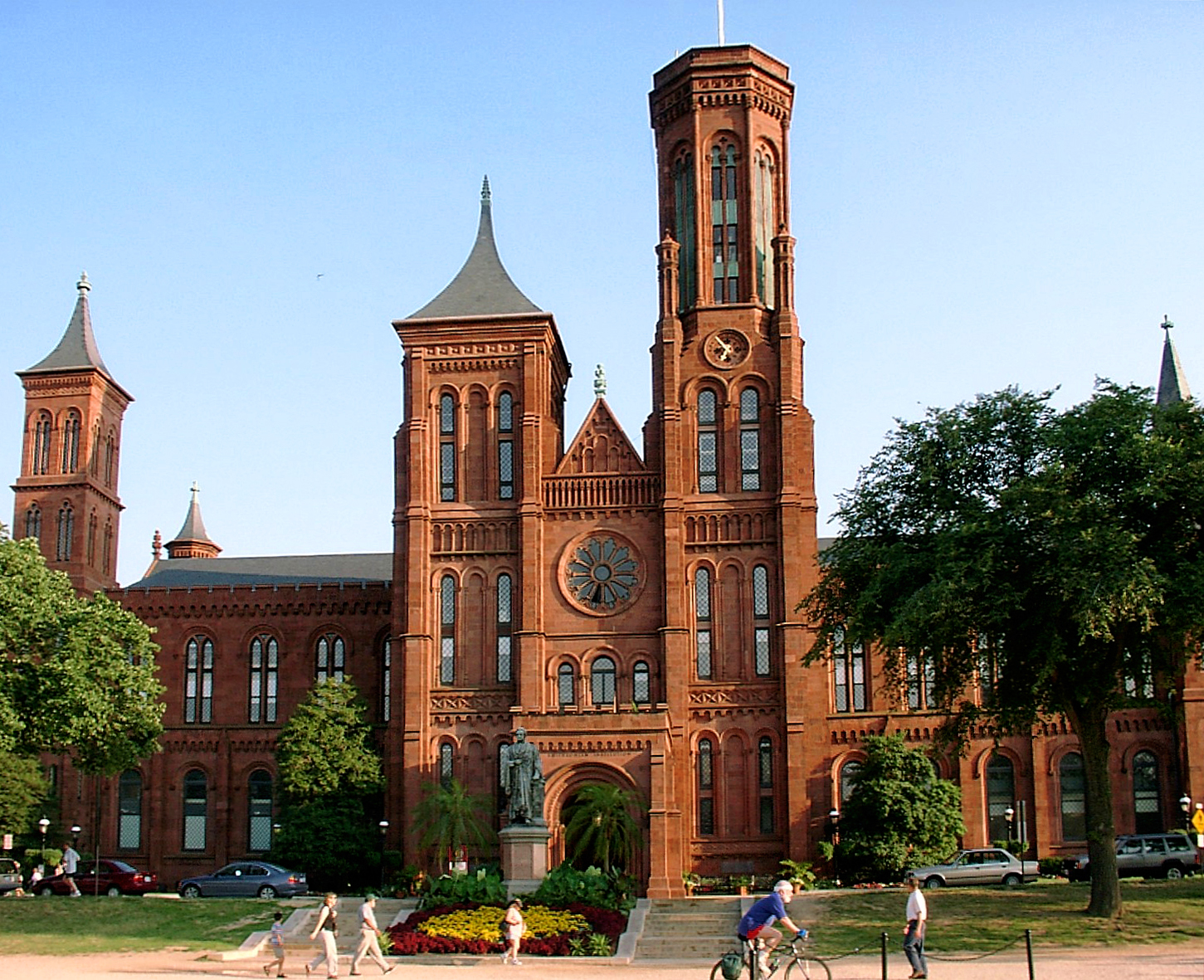
Sede centrale della Smithsonian Institution.

La Smithsonian Institution è un ente educativo gestito dal Congresso e fondato nel 1846 e che gestisce la maggior parte dei musei ufficiali della nazione e quelli di Washington. Il governo degli Stati Uniti sponsorizza parzialmente i fondi dell'ente, rendendo le sue collezioni aperte al pubblico gratuitamente. Il più visitato dei musei Smithsonian, nel 2010, è stato il National Air and Space Museum situato sul National Mall. Altri musei della Smithsonian Institution che si trovano nel centro cittadino sono: il National Museum of Natural History, il National Museum of African Art, il National Museum of American History, il National Museum of the American Indian, le gallerie Sackler e Freer, il giardino dello Hirshhorn Museum and Sculpture Garden, il Ripley Center e lo Smithsonian Institution Building che ha funzione di sede principale dell'ente.
Lo Smithsonian American Art Museum e la National Portrait Gallery sono ospitate nello stesso edificio, il Donald W. Reynolds Center, posto vicino alla Chinatown di Washington. Il Centro Reynolds è anche conosciuto come Palazzo Vecchio Ufficio Brevetti. La Renwick Gallery è ufficialmente parte dello Smithsonian American Art Museum, ma si trova in un edificio separato vicino alla Casa Bianca. Altri musei Smithsonian e gallerie includono: L'Anacostia Community Museum nel sud-est di Washington, il National Postal Museum vicino alla Union Station e il National Zoo a Woodley Park.
La National Gallery of Art, sul National Mall vicino al Campidoglio, presenta opere d'arte americana ed europea. La galleria e le sue collezioni sono di proprietà del governo degli Stati Uniti e non della Smithsonian Institution. Il National Building Museum, situato vicino alla piazza della magistratura, viene prestato dal Congresso per ospitare mostre di architettura, urbanistica e design.
Vi sono molti altri musei d'arte privati nel Distretto di Columbia, che ospitano collezioni importanti e mostre aperte al pubblico, come il National Museum of Women in the Arts, la Corcoran Gallery of Art, il più grande museo privato a Washington e la Phillips Collection di Dupont Circle, il primo museo di arte moderna negli Stati Uniti. Altri musei privati a Washington includono il Newseum, il O Street Museum Foundation, l'International Spy Museum, il National Geographic Society Museum e il Marian Koshland Science Museum. L'United States Holocaust Memorial Museum vicino al National Mall contiene documenti e oggetti legati alla Shoah.

### Teatri e musica

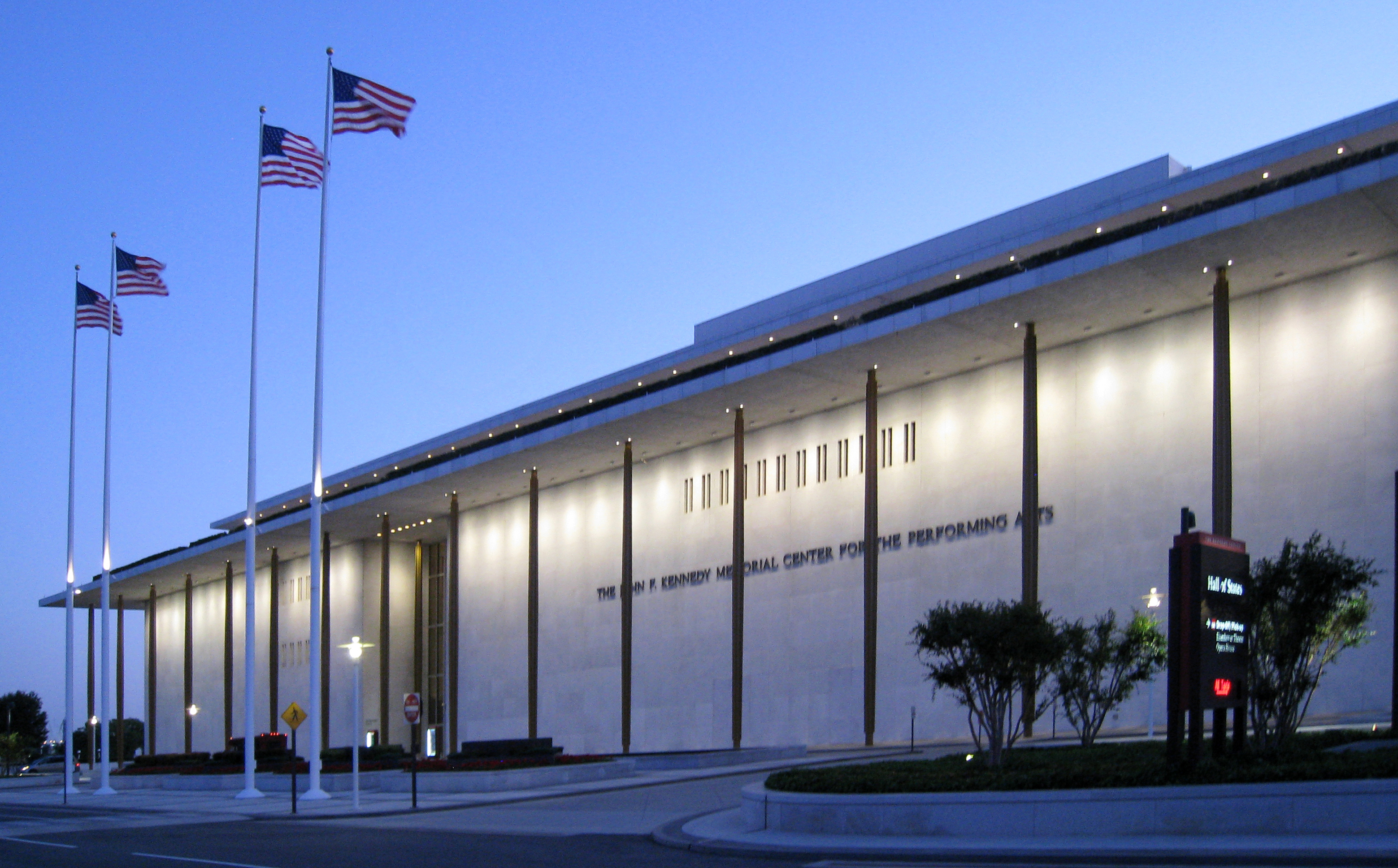
Il John F. Kennedy Center for the Performing Arts sulle rive del Potomac

Washington, D.C. è un centro nazionale per le arti. Il John F. Kennedy Center for the Performing Arts è la sede della National Symphony Orchestra, la Washington National Opera e il Washington Ballet. I Kennedy Center Honors sono premi che vengono assegnati ogni anno a personalità dello spettacolo che hanno contribuito alla vita culturale degli Stati Uniti. Lo storico Teatro Ford, luogo dell'assassinio del presidente Abraham Lincoln, continua a organizzare eventi e a ospitare un museo.
La sede dei Marine vicino al Campidoglio ospita la United States Marine Band, fondata nel 1798 e che è la più antica del paese. Il compositore John Philip Sousa ha condotto la Marine Band dal 1880 fino al 1892. Fondata nel 1925, la United States Navy Band ha la sua sede presso il Washington Navy Yard e si esibisce in occasione di eventi ufficiali e concerti pubblici della città.
Washington ha una forte tradizione teatrale locale. Fondata nel 1950, l'Arena Stage ha ottenuto l'attenzione nazionale e con la sua crescita ha stimolato il movimento teatrale indipendente cittadino, che ora include organizzazioni come la Shakespeare Theatre Company, la Woolly Mammoth Theatre Company, lo Studio theatre. L'Arena Stage aperto la sua sede in una zona emergente della città, sul lungomare sud-ovest, nel 2010.
La U Street, nella parte nord-ovest della città, nota come "Broadway nera di Washington", è sede di istituzioni come il Teatro Howard, la Bohemian Caverns e il Teatro Lincoln, che ha ospitato leggende della musica come Duke Ellington, John Coltrane e Miles Davis. Washington ha un suo genere musicale nativo chiamato go-go, un post-funk, con percussioni dal sapore R&B che è stato reso popolare, alla fine del 1970, da Chuck Brown.

### Media
Il Washington Post è il più diffuso e più antico giornale di Washington, fondato nel 1877.
Il Washington Times, fondato nel 1982 da Sun Myung Moon, leader della Chiesa dell'unificazione, ha una linea editoriale di stampo conservatore.

### Sport

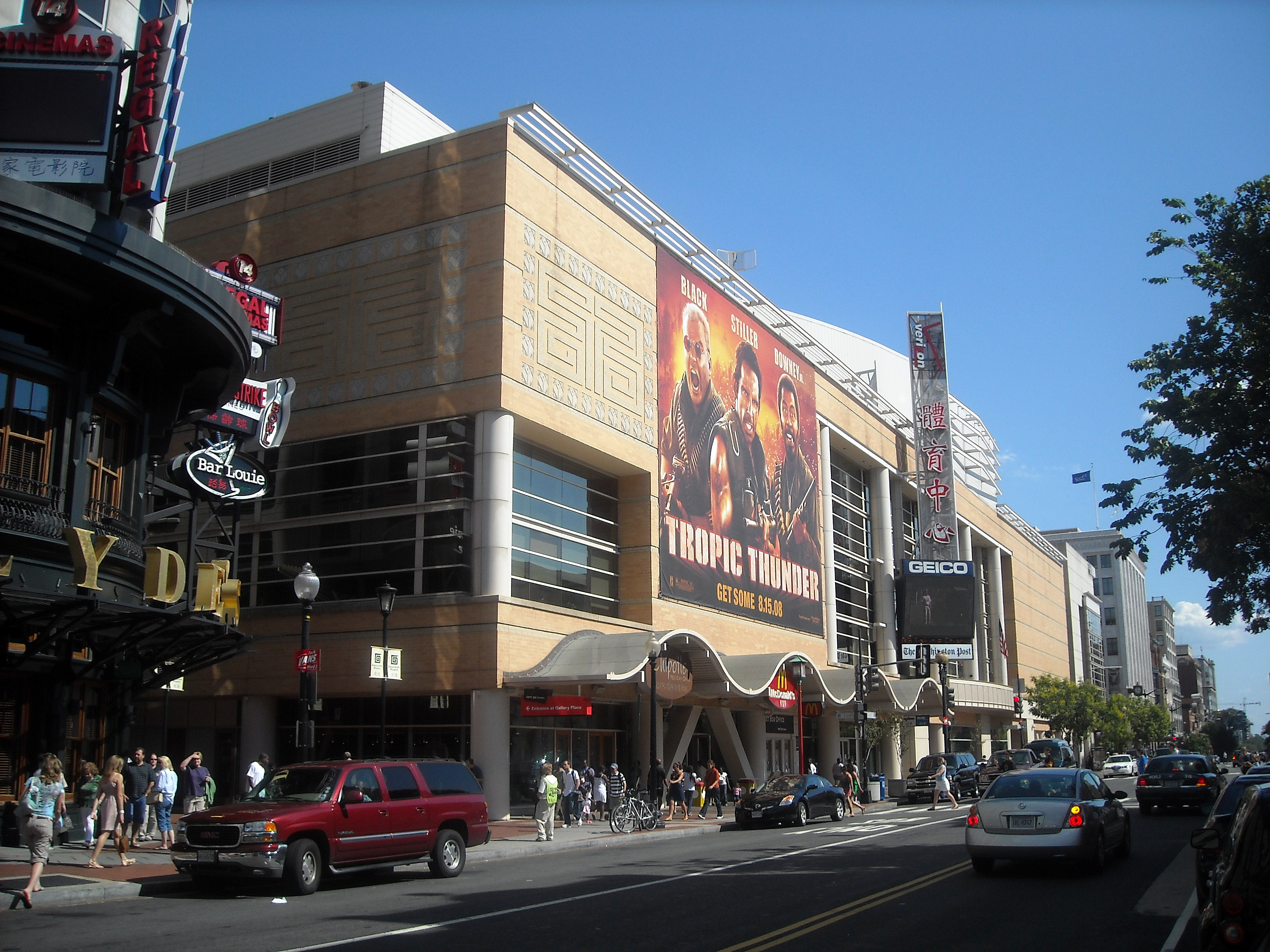
La Capital One Arena (per motivi di sponsorizzazione Verizon Center) a Chinatown

Washington è una delle dodici città degli Stati Uniti che possiedono squadre nei principali sport professionistici.
- I Washington Wizards nella NBA che giocano alla Capital One Arena
- I Washington Capitals nella NHL che giocano alla Capital One Arena
- Le Washington Mystics nella WNBA che giocano alla Capital One Arena.
- I Washington Nationals nella MLB che giocano al Nationals Park
- Il DC United nella MLS che gioca all'Audi Field.
- I Washington Commanders nella NFL che giocano al FedExField vicino a Landover, Maryland.
- L'Old Glory D.C. nella MLR che giocano al Segra Field

Altre squadre professionistiche e semi-professionistiche a Washington sono: il Washington Kastles (World TeamTennis), Washington D.C. Slayers (American National Rugby League), la Eagles Washington Baltimora (USAFL), la D.C. Divas (Independent Women's Football League) e la Potomac Athletic Club RFC (Rugby Super League). Il William H.G. FitzGerald Tennis Center a Rock Creek Park ospita il Legg Mason Tennis Classic. Washington è anche sede di due importanti maratone annuali: la Marine Corps Marathon, che si tiene ogni autunno, e la Rock 'n' Roll USA Marathon che si tiene in primavera. La Marine Corps Marathon è iniziata nel 1976 ed è talvolta chiamata "The People Marathon" perché è la più grande maratona che non offre premi in denaro ai partecipanti.

## Infrastrutture e trasporti

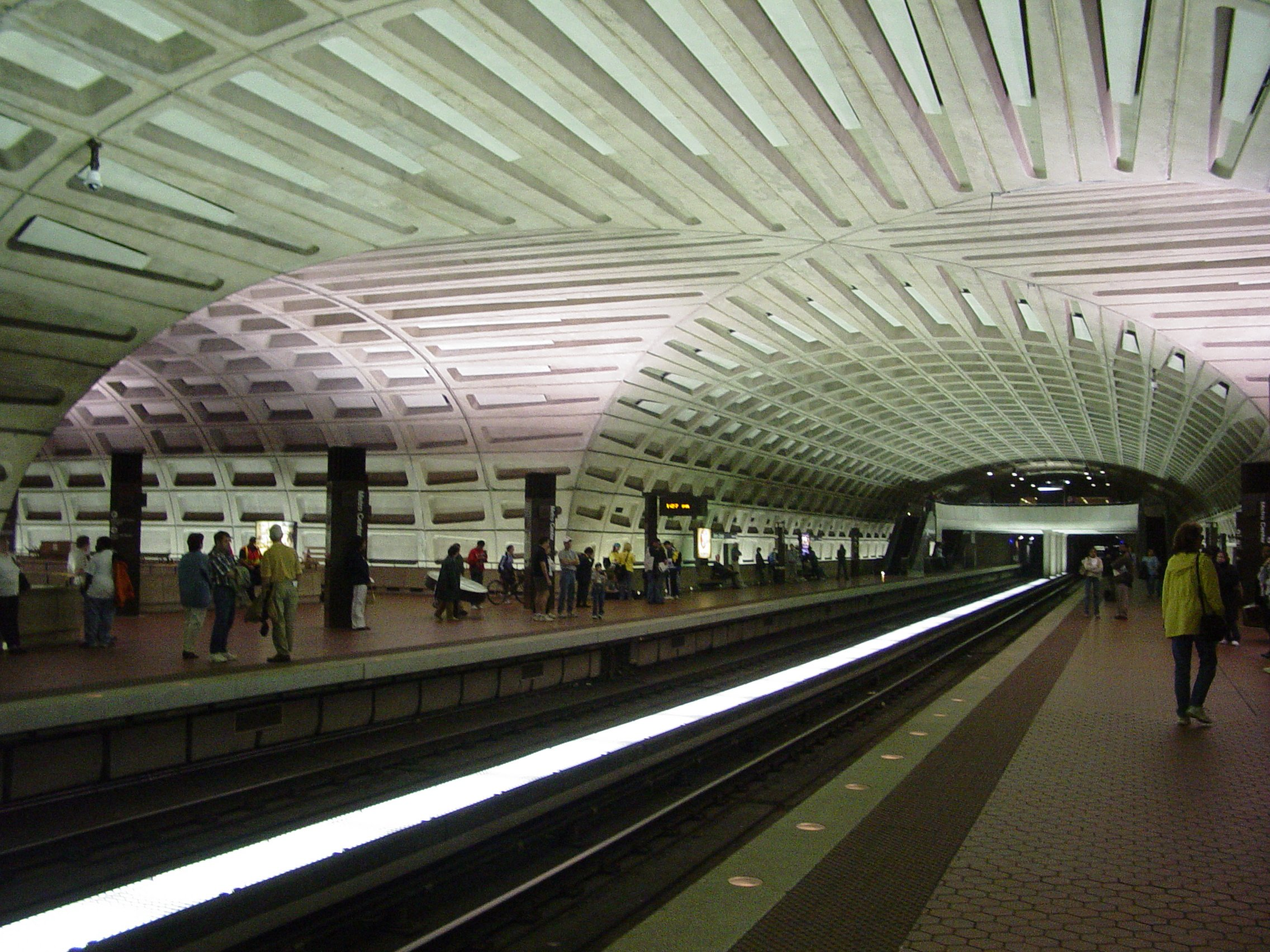
Metro Center è la stazione di interscambio delle varie linee della metropolitana di Washington

Secondo alcuni studi del 2010, i pendolari che abitano nei dintorni di Washington hanno perso 70 ore all'anno a causa dei ritardi del traffico; ciò lega la città con Chicago nel primato negativo della congestione stradale peggiore del paese. Tuttavia, il 37% dei pendolari si serve dei mezzi pubblici per recarsi al lavoro, il secondo più alto tasso della nazione. Un ulteriore 12% dei pendolari si recava a piedi al lavoro, il 6% tramite il car pooling e il 3% aveva viaggiato in bicicletta nel 2010. Uno studio del 2011 ha evidenziato che Washington era la settima città più raggiungibile a piedi del paese, con l'80% dei residenti che vivono in quartieri che li rendevano non auto dipendenti.
Una fitta rete stradale costituisce il fulcro delle infrastrutture di trasporto di superficie. A causa delle proteste da parte dei residenti della zona durante le rivolte del 1960, gran parte del sistema autostradale interstatale proposto, che doveva attraversare il centro di Washington, non è mai stato realizzato. I fondi che erano stati dedicati alla costruzione di ulteriori autostrade sono stati invece indirizzati alle infrastrutture di trasporto pubblico.
La Washington Metropolitan Area Transit Authority (WMATA) gestisce la metropolitana di Washington così come il Metrobus. Entrambi i sistemi servono sia il Distretto sia la sua periferia. La metropolitana ha aperto il 27 marzo 1976 e attualmente si compone di 86 stazioni e 171,1 km di percorso. Con una media di circa un milione di viaggiatori per ogni giorno della settimana, la metropolitana di Washington è il secondo più trafficato sistema di trasporto rapido del paese. Metrobus serve oltre 400 000 passeggeri ogni giorno della settimana, ciò lo rende il sesto sistema di autobus della nazione.

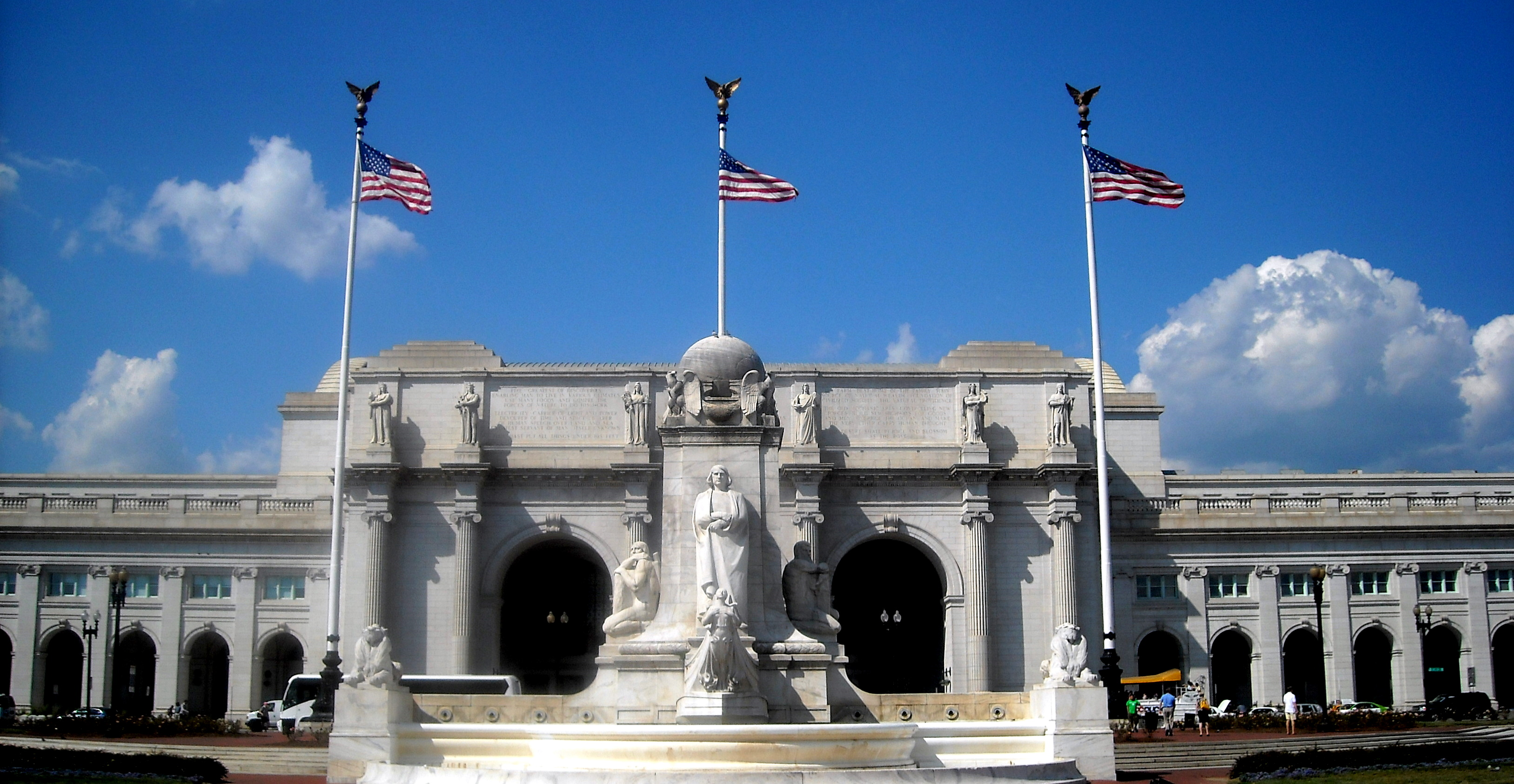
La Union Station è la stazione ferroviaria principale della città

La Union Station è la stazione ferroviaria principale della città e serve circa 70 000 persone ogni giorno. È la seconda stazione più trafficata della Amtrak con 4,6 milioni di passeggeri transitati all'anno ed è il capolinea meridionale per il Corridoio Nord-Est e della Acela Express. È servita anche dai treni suburbani del Maryland Area Regional Commuter e del Virginia Railway Express. A seguito di lavori di ristrutturazione avvenuti nel 2011, la Union Station di Washington è diventata il centro primario per autobus interurbani.

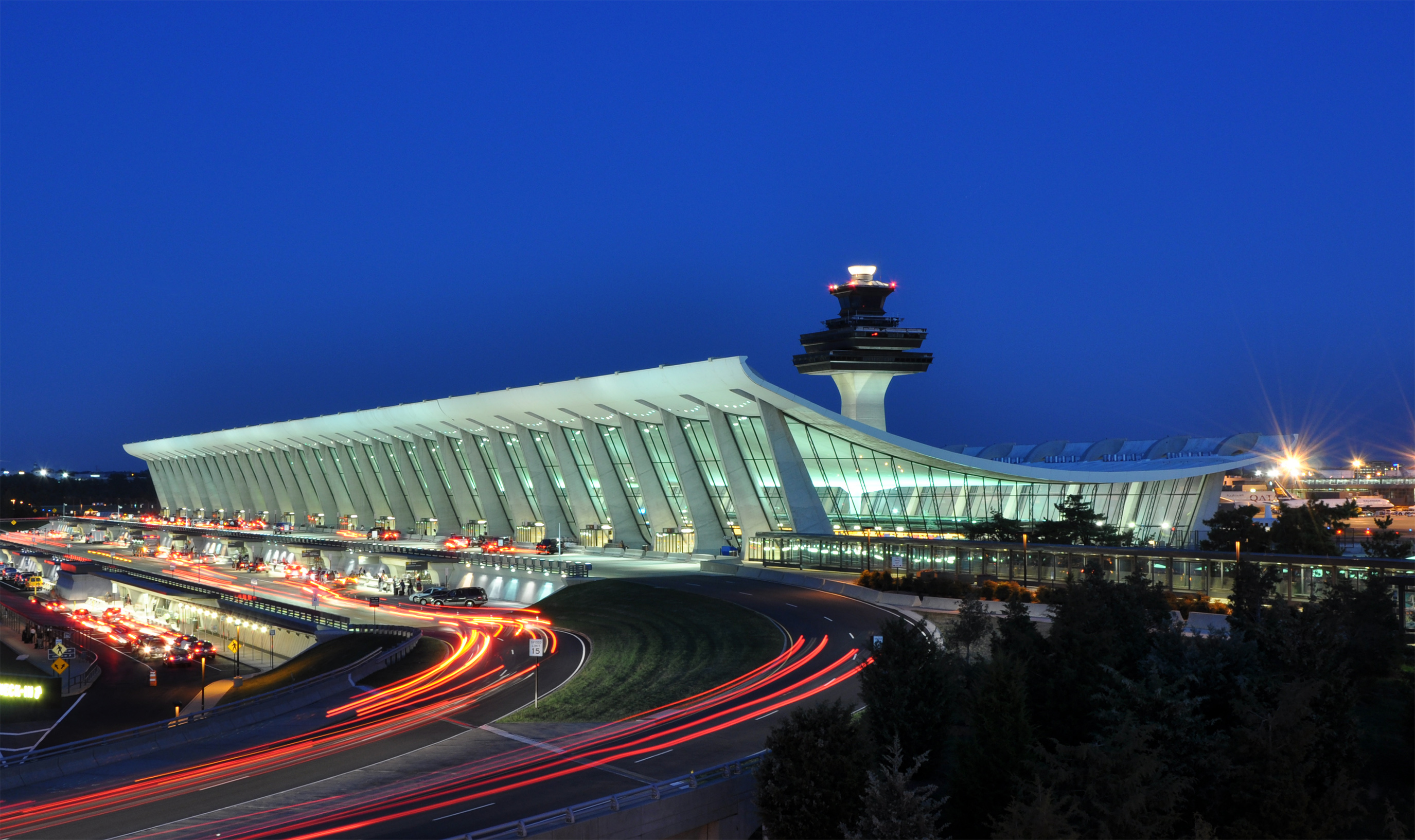
Terminal principale del Washington Dulles International Airport

Tre aeroporti principali servono il distretto. Il Ronald Reagan Washington National Airport si trova di fronte al centro di Washington ad Arlington, in Virginia e ha una propria stazione della metropolitana. Data la sua vicinanza con la città, il Reagan National dispone di misure di sicurezza supplementari. La maggior parte dei voli internazionali arrivano e partono dal Washington Dulles International Airport situato a 42,3 km a ovest del distretto nella contea di Fairfax, in Virginia. Il Baltimore-Washington International Thurgood Marshall Airport è a 51,0 km a nord-est del distretto nella contea di Anne Arundel, Maryland.
Con un aumento previsto del 32% di passeggeri, è stata proposta la costruzione di un nuovo sistema di tram per collegare i quartieri della città, la cui prima linea è stata aperta nel febbraio 2016. I progetti di ampliamento prevedono, inoltre, un prolungamento della metropolitana per arrivare a collegarla fino all'aeroporto Washington Dulles. Il Distretto e l'adiacente Contea di Arlington ha lanciato, nel settembre 2010, un sistema di bike sharing ed è attualmente uno dei più grandi sistemi di condivisione di biciclette nel paese, con oltre 1 500 biciclette e 165 stazioni oltre a una rete di piste ciclabili contrassegnate che si estendono per 77 km. Si prevede di espandere ulteriormente la rete.

## Citazioni
La città compare nel videogame Fallout 3.

## Amministrazione

### Gemellaggi e città partner
Washington ha dodici accordi ufficiali di gemellaggio. Ognuna delle città della lista è una capitale nazionale, con l'eccezione di Sunderland, che è la città natale della famiglia di George Washington, e della città dell'Aquila. Parigi e Roma sono oggi formalmente riconosciute come "città partner" per via della loro particolare amministrazione.
- Dakar, dal 1980
- Pechino, dal 1984
- Bruxelles, dal 1985
- Atene, dal 2000
- Parigi, dal 2000 (città partner non gemellaggio)
- Pretoria, dal 2002
- Seul, dal 2006
- Accra, dal 2006
- Sunderland, dal 2006
- L'Aquila, dal 2009
- Roma, dal 2011 (città partner non gemellaggio)
- Ankara, dal 2011
- Brasilia, dal 2013
- Addis Abeba, dal 2013